# ATP Challenger Tour 2021
El ATP Challenger Tour 2021 es el circuito profesional de tenis secundario organizado por la ATP. En 2021 el calendario del ATP Challenger Tour comprende aproximadamente 147 torneos, con premios que van desde U$ 36 000 hasta U$ 156 000. Se trata de la 44.ª edición del ciclo de torneos challenger, y el 13.º en el marco del nombre de Challenger Tour.

## Distribución de puntos
Los puntos se otorgan de la siguiente manera:
| Categoría      | Modalidad    | Campeón | Finalista | Semifinales | Cuartos de final | 3.ª ronda | 2.ª ronda | 1.ª ronda | Clasificados | Rondas de clasificación |
| Challenger 125 | Individuales | 125     | 75        | 45          | 25               | 10        | 5         | 0         | 5            | 2                       |
| Challenger 125 | Dobles       | 125     | 75        | 45          | 25               | -         | -         | 0         | -            | -                       |
| Challenger 110 | Individuales | 110     | 65        | 40          | 20               | 9         | 5         | 0         | 5            | 2                       |
| Challenger 110 | Dobles       | 110     | 65        | 40          | 20               | -         | -         | 0         | -            | -                       |
| Challenger 100 | Individuales | 100     | 60        | 35          | 18               | 8         | 5         | 0         | 5            | 2                       |
| Challenger 100 | Dobles       | 100     | 60        | 35          | 18               | -         | -         | 0         | -            | -                       |
| Challenger 90  | Individuales | 90      | 55        | 33          | 17               | 8         | 5         | 0         | 5            | 2                       |
| Challenger 90  | Dobles       | 90      | 55        | 33          | 17               | -         | -         | 0         | -            | -                       |
| Challenger 80  | Individuales | 80      | 48        | 29          | 15               | 7         | 4         | 0         | 4            | 2                       |
| Challenger 80  | Dobles       | 80      | 48        | 29          | 15               | -         | -         | 0         | -            | -                       |
| Challenger 50  | Individuales | 50      | 30        | 15          | 7                | -         | 4         | 0         | 2            | 1                       |
| Challenger 50  | Dobles       | 50      | 30        | 15          | 7                | -         | -         | 0         | -            | -                       |

## Programa de torneos
A continuación lista de torneos:
(i): Indoor

### Torneos en enero
| Semana de   | Torneo | Campeones                                              | Finalista                                | Semifinales                      | Cuartos de final                                                            |
| ----------- | --- | ------------------------------------------------------ | ---------------------------------------- | -------------------------------- | --------------------------------------------------------------------------- |
| 18 de enero | Challenger Amex-Estambul Estambul, Turquía Challenger 125 – Dura (i) – 32S/16Q/16D Cuadro Individuales – Cuadro Dobles | Arthur Rinderknech 4–6, 7–6(7–1), 7–6(7–3)             | Benjamin Bonzi                           | Jozef Kovalík Mohamed Safwat     | Ergi Kırkın Marc-Andrea Hüsler Antoine Hoang Go Soeda                       |
| 18 de enero | Challenger Amex-Estambul Estambul, Turquía Challenger 125 – Dura (i) – 32S/16Q/16D Cuadro Individuales – Cuadro Dobles | André Göransson David Pel 4–6, 6–3, [10–8]             | Lloyd Glasspool Harri Heliövaara         | Jozef Kovalík Mohamed Safwat     | Ergi Kırkın Marc-Andrea Hüsler Antoine Hoang Go Soeda                       |
| 25 de enero | Open de Quimper-Bretagne Quimper, Francia Challenger 100 – Dura (i) – 32S/16Q/16D Cuadro Individuales – Cuadro Dobles  | Sebastian Korda 6–1, 6–1                               | Filip Horanský                           | Brandon Nakashima Benjamin Bonzi | Kacper Żuk Constant Lestienne Illya Marchenko Enzo Couacaud                 |
| 25 de enero | Open de Quimper-Bretagne Quimper, Francia Challenger 100 – Dura (i) – 32S/16Q/16D Cuadro Individuales – Cuadro Dobles  | Grégoire Barrère Albano Olivetti 5–7, 7–6(9–7), [10–8] | James Cerretani Marc-Andrea Hüsler       | Brandon Nakashima Benjamin Bonzi | Kacper Żuk Constant Lestienne Illya Marchenko Enzo Couacaud                 |
| 25 de enero | Challenger de Antalya Antalya, Turquía Challenger 80 – Tierra – 32S/16Q/16D Cuadro Individuales – Cuadro Dobles        | Jaume Munar 6–7(7–9), 6–2, 6–2                         | Lorenzo Musetti                          | Tommy Robredo Cem İlkel          | Alessandro Giannessi Duje Ajduković Tomás Martín Etcheverry Akira Santillan |
| 25 de enero | Challenger de Antalya Antalya, Turquía Challenger 80 – Tierra – 32S/16Q/16D Cuadro Individuales – Cuadro Dobles        | Denys Molchanov Aleksandr Nedovyesov 3–6, 6–4, [18–16] | Luis David Martínez David Vega Hernández | Tommy Robredo Cem İlkel          | Alessandro Giannessi Duje Ajduković Tomás Martín Etcheverry Akira Santillan |

### Torneos en febrero
| Semana del    | Torneo | Campeones                                                 | Subcampeones                          | Semifinalistas                               | Cuartofinalistas                                                    |
| ------------- | --- | --------------------------------------------------------- | ------------------------------------- | -------------------------------------------- | ------------------------------------------------------------------- |
| 1 de febrero  | Open de Quimper-Bretagne II Quimper, Francia Challenger 80 – Dura (i) – 32S/16Q/16D Cuadro de individuales – Cuadro de dobles    | Brandon Nakashima 6–3, 6–4                                | Bernabé Zapata Miralles               | Lukáš Lacko Peter Gojowczyk                  | Maximilian Marterer Federico Gaio Maxime Janvier Tobias Kamke       |
| 1 de febrero  | Open de Quimper-Bretagne II Quimper, Francia Challenger 80 – Dura (i) – 32S/16Q/16D Cuadro de individuales – Cuadro de dobles    | Ruben Bemelmans Daniel Masur 6–2, 6–1                     | Brandon Nakashima Hunter Reese        | Lukáš Lacko Peter Gojowczyk                  | Maximilian Marterer Federico Gaio Maxime Janvier Tobias Kamke       |
| 1 de febrero  | Antalya Challenger II Antalya, Turquía Challenger 80 – Tierra batida – 32S/16Q/16D Cuadro de individuales – Cuadro de dobles     | Carlos Taberner 6–4, 6–1                                  | Jaume Munar                           | Tomás Martín Etcheverry Alessandro Giannessi | Facundo Bagnis Leonardo Mayer Alejandro Tabilo Jozef Kovalík        |
| 1 de febrero  | Antalya Challenger II Antalya, Turquía Challenger 80 – Tierra batida – 32S/16Q/16D Cuadro de individuales – Cuadro de dobles     | Denys Molchanov Aleksandr Nedovyesov 6–4, 7–6(7–2)        | Robert Galloway Alex Lawson           | Tomás Martín Etcheverry Alessandro Giannessi | Facundo Bagnis Leonardo Mayer Alejandro Tabilo Jozef Kovalík        |
| 8 de febrero  | Challenger La Manche Cherburgo, Francia Challenger 100 – Dura (i) – 32S/16Q/16D Cuadro de individuales – Cuadro de dobles        | Ruben Bemelmans 6–4, 6–4                                  | Lukáš Rosol                           | Arthur Rinderknech Hugo Gaston               | Michael Geerts Constant Lestienne Lukáš Klein Kacper Żuk            |
| 8 de febrero  | Challenger La Manche Cherburgo, Francia Challenger 100 – Dura (i) – 32S/16Q/16D Cuadro de individuales – Cuadro de dobles        | Lukáš Klein Alex Molčan 1–6, 7–5, [10–6]                  | Antoine Hoang Albano Olivetti         | Arthur Rinderknech Hugo Gaston               | Michael Geerts Constant Lestienne Lukáš Klein Kacper Żuk            |
| 8 de febrero  | Potchefstroom Open Potchefstroom, Sudáfrica Challenger 80 – Dura – 32S/16Q/16D Cuadro de individuales – Cuadro de dobles         | Benjamin Bonzi 7–5, 6–4                                   | Liam Broady                           | Cem İlkel Nick Chappell                      | Dimitar Kuzmanov Tseng Chun-hsin Peter Polansky Mirza Bašić         |
| 8 de febrero  | Potchefstroom Open Potchefstroom, Sudáfrica Challenger 80 – Dura – 32S/16Q/16D Cuadro de individuales – Cuadro de dobles         | Marc-Andrea Hüsler Zdeněk Kolář 6–4, 2–6, [10–4]          | Peter Polansky Brayden Schnur         | Cem İlkel Nick Chappell                      | Dimitar Kuzmanov Tseng Chun-hsin Peter Polansky Mirza Bašić         |
| 8 de febrero  | Biella Challenger Indoor Biella, Italia Challenger 80 – Dura (i) – 32S/16Q/16D Cuadro de individuales – Cuadro de dobles         | Illya Marchenko 6–2, 6–4                                  | Andy Murray                           | Mathias Bourgue Federico Gaio                | Blaž Rola Matthias Bachinger Lorenzo Giustino Daniel Masur          |
| 8 de febrero  | Biella Challenger Indoor Biella, Italia Challenger 80 – Dura (i) – 32S/16Q/16D Cuadro de individuales – Cuadro de dobles         | Luis David Martínez David Vega Hernández 6–4, 3–6, [10–8] | Szymon Walków Jan Zieliński           | Mathias Bourgue Federico Gaio                | Blaž Rola Matthias Bachinger Lorenzo Giustino Daniel Masur          |
| 15 de febrero | Biella Challenger Indoor II Biella, Italia Challenger 125 – Dura (i) – 32S/16Q/16D Cuadro de individuales – Cuadro de dobles     | Kwon Soon-woo 6–2, 6–3                                    | Lorenzo Musetti                       | Yevgueni Donskoi Andreas Seppi               | Federico Gaio Yannick Maden Illya Marchenko Ernests Gulbis          |
| 15 de febrero | Biella Challenger Indoor II Biella, Italia Challenger 125 – Dura (i) – 32S/16Q/16D Cuadro de individuales – Cuadro de dobles     | Hugo Nys Tim Pütz 7–6(7–4), 6–3                           | Lloyd Glasspool Harri Heliövaara      | Yevgueni Donskoi Andreas Seppi               | Federico Gaio Yannick Maden Illya Marchenko Ernests Gulbis          |
| 15 de febrero | Challenger Concepción Concepción, Chile Challenger 80 – Tierra batida – 32S/16Q/16D Cuadro de individuales – Cuadro de dobles    | Sebastián Báez 6–3, 6–7(5–7), 7–6(7–5)                    | Francisco Cerúndolo                   | Alejandro Tabilo Andrej Martin               | Federico Coria Thiago Seyboth Wild Hugo Dellien Daniel Altmaier     |
| 15 de febrero | Challenger Concepción Concepción, Chile Challenger 80 – Tierra batida – 32S/16Q/16D Cuadro de individuales – Cuadro de dobles    | Orlando Luz Rafael Matos 7–5, 6–4                         | Sergio Galdós Diego Hidalgo           | Alejandro Tabilo Andrej Martin               | Federico Coria Thiago Seyboth Wild Hugo Dellien Daniel Altmaier     |
| 15 de febrero | Potchefstroom Open II Potchefstroom, Sudáfrica Challenger 80 – Dura – 32S/16Q/16D Cuadro de individuales – Cuadro de dobles      | Jenson Brooksby 2–6, 6–3, 6–0                             | Teymuraz Gabashvili                   | Liam Broady Lucas Miedler                    | Akira Santillan Adrián Menéndez Maceiras Dimitar Kuzmanov Cem İlkel |
| 15 de febrero | Potchefstroom Open II Potchefstroom, Sudáfrica Challenger 80 – Dura – 32S/16Q/16D Cuadro de individuales – Cuadro de dobles      | Raven Klaasen Ruan Roelofse 6–4, 6–4                      | Julien Cagnina Zdeněk Kolář           | Liam Broady Lucas Miedler                    | Akira Santillan Adrián Menéndez Maceiras Dimitar Kuzmanov Cem İlkel |
| 22 de febrero | Nur-Sultan Challenger Nur-Sultan, Kazajistán Challenger 100 – Dura (i) – 32S/16Q/16D Cuadro de individuales – Cuadro de dobles   | Mackenzie McDonald 6–1, 6–2                               | Jurij Rodionov                        | Henri Laaksonen Prajnesh Gunneswaran         | Frederico Ferreira Silva Kacper Żuk Martin Kližan Tomáš Macháč      |
| 22 de febrero | Nur-Sultan Challenger Nur-Sultan, Kazajistán Challenger 100 – Dura (i) – 32S/16Q/16D Cuadro de individuales – Cuadro de dobles   | Denys Molchanov Aleksandr Nedovyesov 6–4, 6–4             | Nathan Pasha Max Schnur               | Henri Laaksonen Prajnesh Gunneswaran         | Frederico Ferreira Silva Kacper Żuk Martin Kližan Tomáš Macháč      |
| 22 de febrero | Gran Canaria Challenger Las Palmas, España Challenger 80 – Tierra batida – 32S/16Q/16D Cuadro de individuales – Cuadro de dobles | Enzo Couacaud 7–6(7–5), 7–6(7–3)                          | Steven Diez                           | Alex Molčan Nikola Milojević                 | Filip Horanský Riccardo Bonadio Andrea Pellegrino Marco Trungelliti |
| 22 de febrero | Gran Canaria Challenger Las Palmas, España Challenger 80 – Tierra batida – 32S/16Q/16D Cuadro de individuales – Cuadro de dobles | Lloyd Glasspool Harri Heliövaara 7–5, 6–1                 | Kimmer Coppejans Sergio Martos Gornés | Alex Molčan Nikola Milojević                 | Filip Horanský Riccardo Bonadio Andrea Pellegrino Marco Trungelliti |

### Torneos en marzo
| Semana del  | Torneo | Campeones                                               | Subcampeones                                | Semifinalistas                              | Cuartofinalistas                                                      |
| ----------- | --- | ------------------------------------------------------- | ------------------------------------------- | ------------------------------------------- | --------------------------------------------------------------------- |
| 1 de marzo  | Nur-Sultan Challenger II Nur-Sultan, Kazajistán Challenger 125 – Dura (i) – 32S/16Q/16D Cuadro de individuales – Cuadro de dobles      | Tomáš Macháč 4–6, 6–4, 6–4                              | Sebastian Ofner                             | Prajnesh Gunneswaran Taro Daniel            | Kwon Soon-woo James Duckworth Frederico Ferreira Silva Wu Tung-lin    |
| 1 de marzo  | Nur-Sultan Challenger II Nur-Sultan, Kazajistán Challenger 125 – Dura (i) – 32S/16Q/16D Cuadro de individuales – Cuadro de dobles      | Nathaniel Lammons Jackson Withrow 6–4, 6–2              | Nathan Pasha Max Schnur                     | Prajnesh Gunneswaran Taro Daniel            | Kwon Soon-woo James Duckworth Frederico Ferreira Silva Wu Tung-lin    |
| 1 de marzo  | Gran Canaria Challenger II Las Palmas, España Challenger 80 – Arcilla – 32S/16Q/16D Cuadro de individuales – Cuadro de dobles          | Carlos Gimeno Valero 6–4, 6–2                           | Kimmer Coppejans                            | Eduard Esteve Lobato Blaž Kavčič            | Marco Trungelliti Giulio Zeppieri Alex Molčan Alessandro Giannessi    |
| 1 de marzo  | Gran Canaria Challenger II Las Palmas, España Challenger 80 – Arcilla – 32S/16Q/16D Cuadro de individuales – Cuadro de dobles          | Enzo Couacaud Manuel Guinard 6–1, 6–4                   | Javier Barranco Cosano Eduard Esteve Lobato | Eduard Esteve Lobato Blaž Kavčič            | Marco Trungelliti Giulio Zeppieri Alex Molčan Alessandro Giannessi    |
| 1 de marzo  | Saint Petersburg Challenger San Petersburgo, Rusia Challenger 50 – Dura (i) – 32S/16Q/16D Cuadro de individuales – Cuadro de dobles    | Zizou Bergs 6–4, 3–6, 6–4                               | Altuğ Çelikbilek                            | Artem Dubrivnyy Vít Kopřiva                 | Jesper de Jong Andrey Kuznetsov Lucas Catarina Cem İlkel              |
| 1 de marzo  | Saint Petersburg Challenger San Petersburgo, Rusia Challenger 50 – Dura (i) – 32S/16Q/16D Cuadro de individuales – Cuadro de dobles    | Christopher Eubanks Roberto Quiroz 6–4, 6–3             | Jesper de Jong Sem Verbeek                  | Artem Dubrivnyy Vít Kopřiva                 | Jesper de Jong Andrey Kuznetsov Lucas Catarina Cem İlkel              |
| 8 de marzo  | Biella Challenger Indoor III Biella, Italia Challenger 80 – Dura (i) – 32S/16Q/16D Cuadro de individuales – Cuadro de dobles           | Andreas Seppi 6–2, 6–1                                  | Liam Broady                                 | Illya Marchenko Robin Haase                 | Jonáš Forejtek Jurij Rodionov Brayden Schnur Peter Gojowczyk          |
| 8 de marzo  | Biella Challenger Indoor III Biella, Italia Challenger 80 – Dura (i) – 32S/16Q/16D Cuadro de individuales – Cuadro de dobles           | Quentin Halys Tristan Lamasine 6–1, 2–0 ret.            | Denys Molchanov Sergiy Stakhovsky           | Illya Marchenko Robin Haase                 | Jonáš Forejtek Jurij Rodionov Brayden Schnur Peter Gojowczyk          |
| 8 de marzo  | Saint Petersburg Challenger II San Petersburgo, Rusia Challenger 80 – Dura (i) – 32S/16Q/16D Cuadro de individuales – Cuadro de dobles | Evgenii Tiurnev 6–4, 6–2                                | Kacper Żuk                                  | Marius Copil Jiří Lehečka                   | Mirza Bašić Christopher Eubanks Jack Sock Dmitry Popko                |
| 8 de marzo  | Saint Petersburg Challenger II San Petersburgo, Rusia Challenger 80 – Dura (i) – 32S/16Q/16D Cuadro de individuales – Cuadro de dobles | Jesper de Jong Sem Verbeek 6–1, 3–6, [10–5]             | Konstantin Kravchuk Denis Yevseyev          | Marius Copil Jiří Lehečka                   | Mirza Bašić Christopher Eubanks Jack Sock Dmitry Popko                |
| 15 de marzo | Biella Challenger Indoor IV Biella, Italia Challenger 80 – Dura (i) – 32S/16Q/16D Cuadro de individuales – Cuadro de dobles            | Daniel Masur 6–3, 6–7(8–10), 7–5                        | Matthias Bachinger                          | Illya Marchenko Benjamin Bonzi              | Grégoire Barrère Sergiy Stakhovsky Sebastian Ofner Mathias Bourgue    |
| 15 de marzo | Biella Challenger Indoor IV Biella, Italia Challenger 80 – Dura (i) – 32S/16Q/16D Cuadro de individuales – Cuadro de dobles            | Lloyd Glasspool Matt Reid 6–3, 6–4                      | Denys Molchanov Sergiy Stakhovsky           | Illya Marchenko Benjamin Bonzi              | Grégoire Barrère Sergiy Stakhovsky Sebastian Ofner Mathias Bourgue    |
| 15 de marzo | Challenger de Santiago Santiago, Chile Challenger 80 – Arcilla – 32S/16Q/16D Cuadro de individuales – Cuadro de dobles                 | Sebastián Báez 6–3, 7–6(7–4)                            | Marcelo Tomás Barrios Vera                  | Felipe Meligeni Alves Juan Pablo Varillas   | Gonzalo Lama Nicolás Kicker Camilo Ugo Carabelli Nicolás Jarry        |
| 15 de marzo | Challenger de Santiago Santiago, Chile Challenger 80 – Arcilla – 32S/16Q/16D Cuadro de individuales – Cuadro de dobles                 | Luis David Martínez Gonçalo Oliveira 7–5, 6–1           | Rafael Matos Felipe Meligeni Alves          | Felipe Meligeni Alves Juan Pablo Varillas   | Gonzalo Lama Nicolás Kicker Camilo Ugo Carabelli Nicolás Jarry        |
| 15 de marzo | Cleveland Challenger Cleveland, Estados Unidos Challenger 80 – Dura (i) – 32S/16Q/16D Cuadro de individuales – Cuadro de dobles        | Bjorn Fratangelo 7–5, 6–4                               | Jenson Brooksby                             | Emilio Gómez Aleksandar Kovacevic           | Michael Redlicki Christopher Eubanks Yosuke Watanuki Alexis Galarneau |
| 15 de marzo | Cleveland Challenger Cleveland, Estados Unidos Challenger 80 – Dura (i) – 32S/16Q/16D Cuadro de individuales – Cuadro de dobles        | Robert Galloway Alex Lawson 7–5, 6–7(5–7), [11–9]       | Evan King Hunter Reese                      | Emilio Gómez Aleksandar Kovacevic           | Michael Redlicki Christopher Eubanks Yosuke Watanuki Alexis Galarneau |
| 22 de marzo | Play In Challenger Lille, Francia Challenger 90 – Dura (i) – 32S/16Q/16D Cuadro de individuales – Cuadro de dobles                     | Zizou Bergs 4–6, 6–1, 7–6(7–5)                          | Grégoire Barrère                            | Maxime Janvier Quentin Halys                | Jonáš Forejtek Arthur Rinderknech Andrea Arnaboldi Benjamin Bonzi     |
| 22 de marzo | Play In Challenger Lille, Francia Challenger 90 – Dura (i) – 32S/16Q/16D Cuadro de individuales – Cuadro de dobles                     | Benjamin Bonzi Antoine Hoang 6–3, 6–1                   | Dan Added Michael Geerts                    | Maxime Janvier Quentin Halys                | Jonáš Forejtek Arthur Rinderknech Andrea Arnaboldi Benjamin Bonzi     |
| 22 de marzo | BSI Challenger Lugano Lugano, Suiza Challenger 80 – Dura (i) – 32S/16Q/16D Cuadro de individuales – Cuadro de dobles                   | Dominic Stricker 6–4, 6–2                               | Vitaliy Sachko                              | Yūichi Sugita Altuğ Çelikbilek              | Evgeny Karlovskiy Daniel Masur Roman Safiullin Hugo Grenier           |
| 22 de marzo | BSI Challenger Lugano Lugano, Suiza Challenger 80 – Dura (i) – 32S/16Q/16D Cuadro de individuales – Cuadro de dobles                   | Andre Begemann Andrea Vavassori 7–6(13–11), 4–6, [10–8] | Denys Molchanov Sergiy Stakhovsky           | Yūichi Sugita Altuğ Çelikbilek              | Evgeny Karlovskiy Daniel Masur Roman Safiullin Hugo Grenier           |
| 22 de marzo | Zadar Open Zadar, Croacia Challenger 80 – Arcilla – 32S/16Q/16D Cuadro de individuales – Cuadro de dobles                              | Nikola Milojević 2–6, 6–2, 7–6(7–5)                     | Dimitar Kuzmanov                            | Lukáš Klein Nerman Fatić                    | Gianluca Mager Vít Kopřiva Blaž Kavčič Sumit Nagal                    |
| 22 de marzo | Zadar Open Zadar, Croacia Challenger 80 – Arcilla – 32S/16Q/16D Cuadro de individuales – Cuadro de dobles                              | Blaž Kavčič Blaž Rola 2–6, 6–2, [10–3]                  | Lukáš Klein Alex Molčan                     | Lukáš Klein Nerman Fatić                    | Gianluca Mager Vít Kopřiva Blaž Kavčič Sumit Nagal                    |
| 29 de marzo | Andalucía Challenger Marbella, España Challenger 80 – Arcilla – 32S/16Q/16D Cuadro de individuales – Cuadro de dobles                  | Gianluca Mager 2–6, 6–3, 6–2                            | Jaume Munar                                 | Alessandro Giannessi Mario Vilella Martínez | Martin Kližan Roberto Marcora Taro Daniel Nikola Milojević            |
| 29 de marzo | Andalucía Challenger Marbella, España Challenger 80 – Arcilla – 32S/16Q/16D Cuadro de individuales – Cuadro de dobles                  | Dominic Inglot Matt Reid 1–6, 6–3, [10–6]               | Romain Arneodo Hugo Nys                     | Alessandro Giannessi Mario Vilella Martínez | Martin Kližan Roberto Marcora Taro Daniel Nikola Milojević            |
| 29 de marzo | Open de Oeiras Oeiras, Portugal Challenger 50 – Arcilla – 32S/16Q/16D Cuadro de individuales – Cuadro de dobles                        | Zdeněk Kolář 6–4, 7–5                                   | Gastão Elias                                | Marco Trungelliti Evan Furness              | Igor Sijsling Tiago Cação Alex Molčan Raúl Brancaccio                 |
| 29 de marzo | Open de Oeiras Oeiras, Portugal Challenger 50 – Arcilla – 32S/16Q/16D Cuadro de individuales – Cuadro de dobles                        | Mats Moraing Oscar Otte 6–1, 6–4                        | Riccardo Bonadio Denis Yevseyev             | Marco Trungelliti Evan Furness              | Igor Sijsling Tiago Cação Alex Molčan Raúl Brancaccio                 |

### Torneos en abril
| Semana de   | Torneo | Campeones                                                   | Finalista                                     | Semifinales                            | Cuartos de final                                                                             |
| ----------- | --- | ----------------------------------------------------------- | --------------------------------------------- | -------------------------------------- | -------------------------------------------------------------------------------------------- |
| 5 de abril  | Split Open Split, Croacia Challenger 80 – Tierra batida – 32S/16Q/16D Cuadro de individuales – Cuadro de dobles                                 | Blaž Rola 2–6, 6–3, 6–2                                     | Blaž Kavčič                                   | Kacper Żuk Andrea Collarini            | Thanasi Kokkinakis Aleksandar Vukic Danilo Petrović Mirza Bašić                              |
| 5 de abril  | Split Open Split, Croacia Challenger 80 – Tierra batida – 32S/16Q/16D Cuadro de individuales – Cuadro de dobles                                 | Andrey Golubev Aleksandr Nedovyesov 7–5, 6–7(5–7), [10–5]   | Szymon Walków Jan Zieliński                   | Kacper Żuk Andrea Collarini            | Thanasi Kokkinakis Aleksandar Vukic Danilo Petrović Mirza Bašić                              |
| 5 de abril  | Open de Oeiras II Oeiras, Portugal Challenger 50 – Tierra batida – 32S/16Q/16D Cuadro de individuales – Cuadro de dobles                        | Pedro Cachín 7–6(7–4), 7–6(7–3)                             | Nuno Borges                                   | Gonçalo Oliveira Gastão Elias          | Tiago Cação Gian Marco Moroni Dimitar Kuzmanov Manuel Guinard                                |
| 5 de abril  | Open de Oeiras II Oeiras, Portugal Challenger 50 – Tierra batida – 32S/16Q/16D Cuadro de individuales – Cuadro de dobles                        | Nuno Borges Francisco Cabral 6–1, 6–2                       | Pavel Kotov Tseng Chun-hsin                   | Gonçalo Oliveira Gastão Elias          | Tiago Cação Gian Marco Moroni Dimitar Kuzmanov Manuel Guinard                                |
| 12 de abril | Belgrade Challenger Belgrado, Serbia Challenger 125 – Tierra batida – 32S/16Q/16D Cuadro de individuales – Cuadro de dobles                     | Roberto Carballés Baena 6–4, 7–5                            | Damir Džumhur                                 | Liam Broady Jozef Kovalík              | Blaž Rola Brandon Nakashima Taro Daniel Facundo Bagnis                                       |
| 12 de abril | Belgrade Challenger Belgrado, Serbia Challenger 125 – Tierra batida – 32S/16Q/16D Cuadro de individuales – Cuadro de dobles                     | Guillermo Durán Andrés Molteni 6–4, 6–4                     | Tomislav Brkić Nikola Ćaćić                   | Liam Broady Jozef Kovalík              | Blaž Rola Brandon Nakashima Taro Daniel Facundo Bagnis                                       |
| 12 de abril | Orlando Open Orlando, Estados Unidos Challenger 80 – Dura – 32S/16Q/16D Cuadro de individuales – Cuadro de dobles                               | Jenson Brooksby 6–3, 6–3                                    | Denis Kudla                                   | Roberto Cid Subervi Christian Harrison | Michael Mmoh Brayden Schnur Jack Sock Zane Khan                                              |
| 12 de abril | Orlando Open Orlando, Estados Unidos Challenger 80 – Dura – 32S/16Q/16D Cuadro de individuales – Cuadro de dobles                               | Mitchell Krueger Jack Sock 4–6, 7–5, [13–11]                | Christian Harrison Dennis Novikov             | Roberto Cid Subervi Christian Harrison | Michael Mmoh Brayden Schnur Jack Sock Zane Khan                                              |
| 12 de abril | Split Open II Split, Croacia Challenger 80 – Tierra batida – 32S/16Q/16D Cuadro de individuales – Cuadro de dobles                              | Kacper Żuk 6–4, 6–2                                         | Mathias Bourgue                               | Quentin Halys Elias Ymer               | Thanasi Kokkinakis Mirza Bašić Cem İlkel Aleksandar Vukic                                    |
| 12 de abril | Split Open II Split, Croacia Challenger 80 – Tierra batida – 32S/16Q/16D Cuadro de individuales – Cuadro de dobles                              | Szymon Walków Jan Zieliński 6–2, 7–5                        | Grégoire Barrère Albano Olivetti              | Quentin Halys Elias Ymer               | Thanasi Kokkinakis Mirza Bašić Cem İlkel Aleksandar Vukic                                    |
| 19 de abril | Garden Open Roma, Italia Challenger 80 – Tierra batida – 32S/16Q/16D Cuadro de individuales – Cuadro de dobles                                  | Andrea Pellegrino 3–6, 6–2, 6–1                             | Hugo Gaston                                   | Juan Pablo Varillas Vít Kopřiva        | Elias Ymer Tristan Lamasine Sebastian Ofner Lorenzo Giustino                                 |
| 19 de abril | Garden Open Roma, Italia Challenger 80 – Tierra batida – 32S/16Q/16D Cuadro de individuales – Cuadro de dobles                                  | Sadio Doumbia Fabien Reboul 7–6(7–5), 7–5                   | Paolo Lorenzi Juan Pablo Varillas             | Juan Pablo Varillas Vít Kopřiva        | Elias Ymer Tristan Lamasine Sebastian Ofner Lorenzo Giustino                                 |
| 19 de abril | Tallahassee Tennis Challenger Tallahassee, Estados Unidos Challenger 80 – Tierra batida – 32S/16Q/16D Cuadro de individuales – Cuadro de dobles | Jenson Brooksby 6–3, 4–6, 6–3                               | Bjorn Fratangelo                              | Facundo Mena Denis Kudla               | Michael Mmoh Mikael Torpegaard Thai-Son Kwiatkowski Filip Cristian Jianu                     |
| 19 de abril | Tallahassee Tennis Challenger Tallahassee, Estados Unidos Challenger 80 – Tierra batida – 32S/16Q/16D Cuadro de individuales – Cuadro de dobles | Orlando Luz Rafael Matos 7–6(7–2), 6–2                      | Sekou Bangoura Donald Young                   | Facundo Mena Denis Kudla               | Michael Mmoh Mikael Torpegaard Thai-Son Kwiatkowski Filip Cristian Jianu                     |
| 19 de abril | Salinas Challenger Salinas, Ecuador Challenger 80 – Dura – 32S/16Q/16D Cuadro de individuales – Cuadro de dobles                                | Nicolás Jarry 7–6(9–7), 6–1                                 | Nicolás Mejía                                 | Altuğ Çelikbilek Camilo Ugo Carabelli  | Tim van Rijthoven Marcelo Tomás Barrios Vera Adrián Menéndez Maceiras Thiago Agustín Tirante |
| 19 de abril | Salinas Challenger Salinas, Ecuador Challenger 80 – Dura – 32S/16Q/16D Cuadro de individuales – Cuadro de dobles                                | Miguel Ángel Reyes-Varela Fernando Romboli 7–5, 4–6, [10–2] | Diego Hidalgo Skander Mansouri                | Altuğ Çelikbilek Camilo Ugo Carabelli  | Tim van Rijthoven Marcelo Tomás Barrios Vera Adrián Menéndez Maceiras Thiago Agustín Tirante |
| 26 de abril | Garden Open II Roma, Italia Challenger 80 – Tierra batida – 32S/16Q/16D Cuadro de individuales – Cuadro de dobles                               | Juan Manuel Cerúndolo 6–2, 3–6, 6–3                         | Flavio Cobolli                                | Cem İlkel Alessandro Giannessi         | Nino Serdarušić Andrea Pellegrino Thanasi Kokkinakis Giulio Zeppieri                         |
| 26 de abril | Garden Open II Roma, Italia Challenger 80 – Tierra batida – 32S/16Q/16D Cuadro de individuales – Cuadro de dobles                               | Sadio Doumbia Fabien Reboul 7–5, 6–3                        | Guido Andreozzi Guillermo Durán               | Cem İlkel Alessandro Giannessi         | Nino Serdarušić Andrea Pellegrino Thanasi Kokkinakis Giulio Zeppieri                         |
| 26 de abril | Ostrava Challenger Ostrava, República Checa Challenger 80 – Tierra batida – 32S/16Q/16D Cuadro de individuales – Cuadro de dobles               | Benjamin Bonzi 6–4, 6–4                                     | Renzo Olivo                                   | Arthur Rinderknech Elias Ymer          | Tomás Martín Etcheverry Lukáš Klein Marc Polmans Alex Molčan                                 |
| 26 de abril | Ostrava Challenger Ostrava, República Checa Challenger 80 – Tierra batida – 32S/16Q/16D Cuadro de individuales – Cuadro de dobles               | Marc Polmans Sergiy Stakhovsky 7–6(7–4), 3–6, [10–7]        | Andrew Paulson Patrik Rikl                    | Arthur Rinderknech Elias Ymer          | Tomás Martín Etcheverry Lukáš Klein Marc Polmans Alex Molčan                                 |
| 26 de abril | Salinas Challenger II Salinas, Ecuador Challenger 50 – Dura – 32S/16Q/16D Cuadro de individuales – Cuadro de dobles                             | Emilio Gómez 4–6, 7–6(8–6), 6–4                             | Nicolás Jarry                                 | Thiago Agustín Tirante Agustín Velotti | Hiroki Moriya JC Aragone Kevin King Nicolás Mejía                                            |
| 26 de abril | Salinas Challenger II Salinas, Ecuador Challenger 50 – Dura – 32S/16Q/16D Cuadro de individuales – Cuadro de dobles                             | Nicolás Barrientos Sergio Galdós Walkover                   | Antonio Cayetano March Thiago Agustín Tirante | Thiago Agustín Tirante Agustín Velotti | Hiroki Moriya JC Aragone Kevin King Nicolás Mejía                                            |

### Torneos en mayo
| Semana de  | Torneo | Campeones                                               | Finalista                                | Semifinales                                      | Cuartos de final                                                                |
| ---------- | --- | ------------------------------------------------------- | ---------------------------------------- | ------------------------------------------------ | ------------------------------------------------------------------------------- |
| 3 de mayo  | Biella Challenger V Biella, Italia Challenger 80 – Tierra batida – 32S/16Q/16D Cuadro de individuales – Cuadro de dobles         | Juan Pablo Varillas 6–3, 6–1                            | Guido Andreozzi                          | Alexandre Müller Andrea Collarini                | João Menezes Leonardo Mayer Jay Clarke Federico Gaio                            |
| 3 de mayo  | Biella Challenger V Biella, Italia Challenger 80 – Tierra batida – 32S/16Q/16D Cuadro de individuales – Cuadro de dobles         | André Göransson Nathaniel Lammons 7–6(7–3), 6–3         | Rafael Matos Felipe Meligeni Alves       | Alexandre Müller Andrea Collarini                | João Menezes Leonardo Mayer Jay Clarke Federico Gaio                            |
| 3 de mayo  | I.ČLTK Prague Open Praga, República Checa Challenger 80 – Tierra batida – 32S/16Q/16D Cuadro de individuales – Cuadro de dobles  | Tallon Griekspoor 5–7, 6–4, 6–4                         | Oscar Otte                               | Norbert Gombos Michael Vrbenský                  | Sumit Nagal Frederico Ferreira Silva Vít Kopřiva Maxime Cressy                  |
| 3 de mayo  | I.ČLTK Prague Open Praga, República Checa Challenger 80 – Tierra batida – 32S/16Q/16D Cuadro de individuales – Cuadro de dobles  | Marc Polmans Sergiy Stakhovsky 6–3, 6–4                 | Ivan Sabanov Matej Sabanov               | Norbert Gombos Michael Vrbenský                  | Sumit Nagal Frederico Ferreira Silva Vít Kopřiva Maxime Cressy                  |
| 10 de mayo | Heilbronner Neckarcup Heilbronn, Alemania Challenger 100 – Tierra batida – 32S/16Q/16D Cuadro de individuales – Cuadro de dobles | Bernabé Zapata 6–3, 6–4                                 | Daniel Elahi Galán                       | Dennis Novak Mackenzie McDonald                  | Sumit Nagal Taro Daniel Philipp Kohlschreiber João Menezes                      |
| 10 de mayo | Heilbronner Neckarcup Heilbronn, Alemania Challenger 100 – Tierra batida – 32S/16Q/16D Cuadro de individuales – Cuadro de dobles | Nathaniel Lammons Jackson Withrow 6–7(4–7), 6–4, [10–8] | André Göransson Sem Verbeek              | Dennis Novak Mackenzie McDonald                  | Sumit Nagal Taro Daniel Philipp Kohlschreiber João Menezes                      |
| 10 de mayo | Zagreb Open Zagreb, Croacia Challenger 80 – Tierra batida – 32S/16Q/16D Cuadro de individuales – Cuadro de dobles                | Sebastián Báez 3–6, 6–3, 6–1                            | Juan Pablo Varillas                      | Juan Manuel Cerúndolo Marcelo Tomás Barrios Vera | Botic van de Zandschulp Nikola Milojević Thiago Seyboth Wild Pedro Martínez     |
| 10 de mayo | Zagreb Open Zagreb, Croacia Challenger 80 – Tierra batida – 32S/16Q/16D Cuadro de individuales – Cuadro de dobles                | Evan King Hunter Reese 6–2, 7–6(7–4)                    | Andrey Golubev Aleksandr Nedovyesov      | Juan Manuel Cerúndolo Marcelo Tomás Barrios Vera | Botic van de Zandschulp Nikola Milojević Thiago Seyboth Wild Pedro Martínez     |
| 17 de mayo | Open de Oeiras III Oeiras, Portugal Challenger 125 – Tierra batida – 32S/16Q/16D Cuadro de individuales – Cuadro de dobles       | Carlos Alcaraz 6–4, 6–4                                 | Facundo Bagnis                           | Taro Daniel Hugo Gaston                          | Hugo Dellien Gastão Elias Nuno Borges Pedro Sousa                               |
| 17 de mayo | Open de Oeiras III Oeiras, Portugal Challenger 125 – Tierra batida – 32S/16Q/16D Cuadro de individuales – Cuadro de dobles       | Hunter Reese Sem Verbeek 4–6, 6–4, [10–7]               | Sadio Doumbia Fabien Reboul              | Taro Daniel Hugo Gaston                          | Hugo Dellien Gastão Elias Nuno Borges Pedro Sousa                               |
| 17 de mayo | Biella Challenger VI Biella, Italia Challenger 50 – Tierra batida – 32S/16Q/16D Cuadro de individuales – Cuadro de dobles        | Thanasi Kokkinakis 6–3, 6–4                             | Enzo Couacaud                            | Tomás Martín Etcheverry Zhang Zhizhen            | Facundo Mena Bjorn Fratangelo Alexandre Müller Thai-Son Kwiatkowski             |
| 17 de mayo | Biella Challenger VI Biella, Italia Challenger 50 – Tierra batida – 32S/16Q/16D Cuadro de individuales – Cuadro de dobles        | Evan King Julian Lenz 3–6, 6–3, [11–9]                  | Karol Drzewiecki Sergio Martos Gornés    | Tomás Martín Etcheverry Zhang Zhizhen            | Facundo Mena Bjorn Fratangelo Alexandre Müller Thai-Son Kwiatkowski             |
| 24 de mayo | Open de Oeiras IV Oeiras, Portugal Challenger 50 – Tierra batida – 32S/16Q/16D Cuadro de individuales – Cuadro de dobles         | Gastão Elias 5–7, 6–4, 6–4                              | Holger Rune                              | Nuno Borges Timofey Skatov                       | Camilo Ugo Carabelli Filip Jianu Carlos Gimeno Valero Nikolás Sánchez Izquierdo |
| 24 de mayo | Open de Oeiras IV Oeiras, Portugal Challenger 50 – Tierra batida – 32S/16Q/16D Cuadro de individuales – Cuadro de dobles         | Jesper de Jong Tim van Rijthoven 6–1, 7–6(7–3)          | Julian Lenz Roberto Quiroz               | Nuno Borges Timofey Skatov                       | Camilo Ugo Carabelli Filip Jianu Carlos Gimeno Valero Nikolás Sánchez Izquierdo |
| 31 de mayo | Little Rock Challenger Little Rock, Estados Unidos Challenger 80 – Dura – 32S/16Q/16D Cuadro de individuales – Cuadro de dobles  | Jack Sock 7–5, 6–4                                      | Emilio Gómez                             | Mitchell Krueger Gonçalo Oliveira                | Jason Jung Thai-Son Kwiatkowski Ulises Blanch Oliver Crawford                   |
| 31 de mayo | Little Rock Challenger Little Rock, Estados Unidos Challenger 80 – Dura – 32S/16Q/16D Cuadro de individuales – Cuadro de dobles  | Nicolás Barrientos Ernesto Escobedo 4–6, 6–3, [10–5]    | Christopher Eubanks Roberto Quiroz       | Mitchell Krueger Gonçalo Oliveira                | Jason Jung Thai-Son Kwiatkowski Ulises Blanch Oliver Crawford                   |
| 31 de mayo | Biella Challenger VII Biella, Italia Challenger 50 – Tierra batida – 32S/16Q/16D Cuadro de individuales – Cuadro de dobles       | Holger Rune 6–3, 5–7, 7–6(7–5)                          | Marco Trungelliti                        | Felipe Meligeni Alves Tomás Martín Etcheverry    | Renzo Olivo Jacopo Berrettini Alexandre Müller Kacper Żuk                       |
| 31 de mayo | Biella Challenger VII Biella, Italia Challenger 50 – Tierra batida – 32S/16Q/16D Cuadro de individuales – Cuadro de dobles       | Tomás Martín Etcheverry Renzo Olivo 3–6, 6–3, [10–8]    | Luis David Martínez David Vega Hernández | Felipe Meligeni Alves Tomás Martín Etcheverry    | Renzo Olivo Jacopo Berrettini Alexandre Müller Kacper Żuk                       |

### Torneos en junio
| Semana de   | Torneo | Campeones                                                   | Finalista                                 | Semifinales                          | Cuartos de final                                                  |
| ----------- | --- | ----------------------------------------------------------- | ----------------------------------------- | ------------------------------------ | ----------------------------------------------------------------- |
| 7 de junio  | Nottingham Open Nottingham, Gran Bretaña Challenger 125 – Césped – 32S/16Q/16D Cuadro de individuales – Cuadro de dobles                    | Frances Tiafoe 6–1, 6–3                                     | Denis Kudla                               | Kamil Majchrzak Marius Copil         | Dan Evans Andreas Seppi Kevin Anderson Yevgueni Donskoi           |
| 7 de junio  | Nottingham Open Nottingham, Gran Bretaña Challenger 125 – Césped – 32S/16Q/16D Cuadro de individuales – Cuadro de dobles                    | Matt Reid Ken Skupski 4–6, 7–5, [10–6]                      | Matthew Ebden John-Patrick Smith          | Kamil Majchrzak Marius Copil         | Dan Evans Andreas Seppi Kevin Anderson Yevgueni Donskoi           |
| 7 de junio  | Open Sopra Steria de Lyon Lyon, Francia Challenger 100 – Tierra batida – 32S/16Q/16D Cuadro de individuales – Cuadro de dobles              | Pablo Cuevas 6–2, 6–2                                       | Elias Ymer                                | Facundo Bagnis Taro Daniel           | Andrea Pellegrino Cedrik-Marcel Stebe Daniel Altmaier Holger Rune |
| 7 de junio  | Open Sopra Steria de Lyon Lyon, Francia Challenger 100 – Tierra batida – 32S/16Q/16D Cuadro de individuales – Cuadro de dobles              | Martín Cuevas Pablo Cuevas 6–3, 7–6(7–2)                    | Tristan Lamasine Albano Olivetti          | Facundo Bagnis Taro Daniel           | Andrea Pellegrino Cedrik-Marcel Stebe Daniel Altmaier Holger Rune |
| 7 de junio  | Bratislava Open Bratislava, Eslovaquia Challenger 90 – Tierra batida – 32S/16Q/16D Cuadro de individuales – Cuadro de dobles                | Tallon Griekspoor 7–6(8–6), 6–3                             | Sebastián Báez                            | Filip Horanský Martin Kližan         | Cem İlkel Matthias Bachinger Andrey Kuznetsov Jiří Lehečka        |
| 7 de junio  | Bratislava Open Bratislava, Eslovaquia Challenger 90 – Tierra batida – 32S/16Q/16D Cuadro de individuales – Cuadro de dobles                | Denys Molchanov Aleksandr Nedovyesov 7–6(7–5), 6–1          | Sander Arends Luis David Martínez         | Filip Horanský Martin Kližan         | Cem İlkel Matthias Bachinger Andrey Kuznetsov Jiří Lehečka        |
| 7 de junio  | Almaty Challenger Almaty, Kazajistán Challenger 80 – Tierra batida – 32S/16Q/16D Cuadro de individuales – Cuadro de dobles                  | Zizou Bergs 4–6, 6–3, 6–2                                   | Timofey Skatov                            | Dmitry Popko Tseng Chun-hsin         | Andrej Martin Kimmer Coppejans Dimitar Kuzmanov Evan Furness      |
| 7 de junio  | Almaty Challenger Almaty, Kazajistán Challenger 80 – Tierra batida – 32S/16Q/16D Cuadro de individuales – Cuadro de dobles                  | Jesper de Jong Vitaliy Sachko 7–6(7–4), 6–1                 | Vladyslav Manafov Evgenii Tiurnev         | Dmitry Popko Tseng Chun-hsin         | Andrej Martin Kimmer Coppejans Dimitar Kuzmanov Evan Furness      |
| 7 de junio  | Orlando Open II Orlando, Estados Unidos Challenger 80 – Dura – 32S/16Q/16D Cuadro de individuales – Cuadro de dobles                        | Christopher Eubanks 2–6, 7–6(7–3), 6–4                      | Nicolás Mejía                             | JC Aragone Sam Riffice               | Emilio Gómez Jenson Brooksby Ulises Blanch Nicolás Jarry          |
| 7 de junio  | Orlando Open II Orlando, Estados Unidos Challenger 80 – Dura – 32S/16Q/16D Cuadro de individuales – Cuadro de dobles                        | Christian Harrison Peter Polansky 6–2, 6–3                  | JC Aragone Nicolás Barrientos             | JC Aragone Sam Riffice               | Emilio Gómez Jenson Brooksby Ulises Blanch Nicolás Jarry          |
| 14 de junio | Nottingham Trophy Nottingham, Gran Bretaña Challenger 125 – Césped – 32S/16Q/16D Cuadro de individuales – Cuadro de dobles                  | Alex Bolt 4–6, 6–4, 6–3                                     | Kamil Majchrzak                           | Mackenzie McDonald Benjamin Bonzi    | Richard Gasquet Anton Matusevich Denis Kudla Damir Džumhur        |
| 14 de junio | Nottingham Trophy Nottingham, Gran Bretaña Challenger 125 – Césped – 32S/16Q/16D Cuadro de individuales – Cuadro de dobles                  | Marc Polmans Matt Reid 6–4, 4–6, [10–8]                     | Benjamin Bonzi Antoine Hoang              | Mackenzie McDonald Benjamin Bonzi    | Richard Gasquet Anton Matusevich Denis Kudla Damir Džumhur        |
| 14 de junio | Open du Pays d'Aix Aix-en-Provence, Francia Challenger 125 – Tierra batida – 32S/16Q/16D Cuadro de individuales – Cuadro de dobles          | Carlos Taberner 6–2, 6–2                                    | Manuel Guinard                            | Elias Ymer Kyrian Jacquet            | Tristan Lamasine Oscar Otte Renzo Olivo Titouan Droguet           |
| 14 de junio | Open du Pays d'Aix Aix-en-Provence, Francia Challenger 125 – Tierra batida – 32S/16Q/16D Cuadro de individuales – Cuadro de dobles          | Sadio Doumbia Fabien Reboul 6–7(4–7), 7–5, [10–4]           | Robert Galloway Alex Lawson               | Elias Ymer Kyrian Jacquet            | Tristan Lamasine Oscar Otte Renzo Olivo Titouan Droguet           |
| 14 de junio | Moneta Czech Open Prostějov, República Checa Challenger 100 – Tierra batida – 32S/16Q/16D Cuadro de individuales – Cuadro de dobles         | Federico Coria 7–6(7–1), 6–3                                | Alex Molčan                               | Gianluca Mager Zdeněk Kolář          | Hugo Dellien Dalibor Svrčina Blaž Rola Tobias Kamke               |
| 14 de junio | Moneta Czech Open Prostějov, República Checa Challenger 100 – Tierra batida – 32S/16Q/16D Cuadro de individuales – Cuadro de dobles         | Aleksandr Nedovyesov Gonçalo Oliveira 1–6, 7–6(7–5), [10–6] | Roman Jebavý Zdeněk Kolář                 | Gianluca Mager Zdeněk Kolář          | Hugo Dellien Dalibor Svrčina Blaž Rola Tobias Kamke               |
| 14 de junio | Almaty Challenger II Almaty, Kazajistán Challenger 80 – Tierra batida – 32S/16Q/16D Cuadro de individuales – Cuadro de dobles               | Jesper de Jong 6–1, 6–2                                     | Marcelo Tomás Barrios Vera                | Andrej Martin Mirza Bašić            | Brayden Schnur Pavel Kotov Riccardo Bonadio Gian Marco Moroni     |
| 14 de junio | Almaty Challenger II Almaty, Kazajistán Challenger 80 – Tierra batida – 32S/16Q/16D Cuadro de individuales – Cuadro de dobles               | Vladyslav Manafov Vitaliy Sachko 6–1, 6–4                   | Corentin Denolly Adrián Menéndez Maceiras | Andrej Martin Mirza Bašić            | Brayden Schnur Pavel Kotov Riccardo Bonadio Gian Marco Moroni     |
| 14 de junio | Internazionali di Tennis Città di Forlì Forlì, Italia Challenger 80 – Tierra batida – 32S/16Q/16D Cuadro de individuales – Cuadro de dobles | Mats Moraing 3–6, 6–1, 7–5                                  | Quentin Halys                             | Gastão Elias Tomás Martín Etcheverry | Francesco Forti Raúl Brancaccio Steven Diez Jacopo Berrettini     |
| 14 de junio | Internazionali di Tennis Città di Forlì Forlì, Italia Challenger 80 – Tierra batida – 32S/16Q/16D Cuadro de individuales – Cuadro de dobles | Sergio Galdós Orlando Luz 7–5, 2–6, [10–8]                  | Pedro Cachín Camilo Ugo Carabelli         | Gastão Elias Tomás Martín Etcheverry | Francesco Forti Raúl Brancaccio Steven Diez Jacopo Berrettini     |
| 21 de junio | Aspria Tennis Cup Milán, Italia Challenger 80 – Tierra batida – 32S/16Q/16D Cuadro de individuales – Cuadro de dobles                       | Gian Marco Moroni 6–3, 6–2                                  | Federico Coria                            | Hugo Grenier Holger Rune             | Gastão Elias Peđa Krstin Duje Ajduković Pedro Cachín              |
| 21 de junio | Aspria Tennis Cup Milán, Italia Challenger 80 – Tierra batida – 32S/16Q/16D Cuadro de individuales – Cuadro de dobles                       | Vít Kopřiva Jiří Lehečka 6–4, 6–0                           | Dustin Brown Tristan-Samuel Weissborn     | Hugo Grenier Holger Rune             | Gastão Elias Peđa Krstin Duje Ajduković Pedro Cachín              |
| 28 de junio | Porto Challenger Oporto, Portugal Challenger 80 – Dura – 32S/16Q/16D Cuadro de individuales – Cuadro de dobles                              | Altuğ Çelikbilek 6–2, 6–1                                   | Quentin Halys                             | Sergiy Stakhovsky Emilio Gómez       | Tatsuma Ito Gonçalo Oliveira Gastão Elias Steven Diez             |
| 28 de junio | Porto Challenger Oporto, Portugal Challenger 80 – Dura – 32S/16Q/16D Cuadro de individuales – Cuadro de dobles                              | Guido Andreozzi Guillermo Durán 6–7(5–7), 7–6(7–5), [11–9]  | Renzo Olivo Miguel Ángel Reyes-Varela     | Sergiy Stakhovsky Emilio Gómez       | Tatsuma Ito Gonçalo Oliveira Gastão Elias Steven Diez             |

### Torneos en julio
| Semana de   | Torneo | Campeones                                               | Finalista                              | Semifinales                                          | Cuartos de final                                                                    |
| ----------- | --- | ------------------------------------------------------- | -------------------------------------- | ---------------------------------------------------- | ----------------------------------------------------------------------------------- |
| 5 de julio  | ATP Salzburg Indoors Salzburgo, Austria Challenger 125 – Tierra batida – 32S/16Q/16D Cuadro de individuales – Cuadro de dobles                  | Facundo Bagnis 6–4, 3–6, 6–2                            | Federico Coria                         | Nicolás Jarry Juan Ignacio Londero                   | Jiří Lehečka Damir Džumhur Blaž Rola Pablo Cuevas                                   |
| 5 de julio  | ATP Salzburg Indoors Salzburgo, Austria Challenger 125 – Tierra batida – 32S/16Q/16D Cuadro de individuales – Cuadro de dobles                  | Facundo Bagnis Sergio Galdós 6–0, 6–3                   | Robert Galloway Alex Lawson            | Nicolás Jarry Juan Ignacio Londero                   | Jiří Lehečka Damir Džumhur Blaž Rola Pablo Cuevas                                   |
| 5 de julio  | Sparkassen Open Braunschweig, Alemania Challenger 90 – Tierra batida – 32S/16Q/16D Cuadro de individuales – Cuadro de dobles                    | Daniel Altmaier 6–1, 6–2                                | Henri Laaksonen                        | Vít Kopřiva Marvin Möller                            | Zizou Bergs Jozef Kovalík Elias Ymer Benjamin Hassan                                |
| 5 de julio  | Sparkassen Open Braunschweig, Alemania Challenger 90 – Tierra batida – 32S/16Q/16D Cuadro de individuales – Cuadro de dobles                    | Szymon Walków Jan Zieliński 6–4, 4–6, [10–4]            | Ivan Sabanov Matej Sabanov             | Vít Kopřiva Marvin Möller                            | Zizou Bergs Jozef Kovalík Elias Ymer Benjamin Hassan                                |
| 5 de julio  | Internazionali di Tennis Città di Perugia Perugia, Italia Challenger 80 – Tierra batida – 32S/16Q/16D Cuadro de individuales – Cuadro de dobles | Tomás Martín Etcheverry 7–5, 6–2                        | Vitaliy Sachko                         | Salvatore Caruso Nino Serdarušić                     | Flavio Cobolli Nerman Fatić Timofey Skatov Holger Rune                              |
| 5 de julio  | Internazionali di Tennis Città di Perugia Perugia, Italia Challenger 80 – Tierra batida – 32S/16Q/16D Cuadro de individuales – Cuadro de dobles | Vitaliy Sachko Dominic Stricker 6–3, 5–7, [10–8]        | Tomás Martín Etcheverry Renzo Olivo    | Salvatore Caruso Nino Serdarušić                     | Flavio Cobolli Nerman Fatić Timofey Skatov Holger Rune                              |
| 12 de julio | Iași Open Iași, Rumania Challenger 100 – Tierra batida – 32S/16Q/16D Cuadro de individuales – Cuadro de dobles                                  | Zdeněk Kolář 7–5, 4–6, 6–4                              | Hugo Gaston                            | Felipe Meligeni Alves Miljan Zekić                   | Duje Ajduković Dimitar Kuzmanov Lucas Miedler Riccardo Bonadio                      |
| 12 de julio | Iași Open Iași, Rumania Challenger 100 – Tierra batida – 32S/16Q/16D Cuadro de individuales – Cuadro de dobles                                  | Orlando Luz Felipe Meligeni Alves 6–3, 6–4              | Hernán Casanova Roberto Ortega Olmedo  | Felipe Meligeni Alves Miljan Zekić                   | Duje Ajduković Dimitar Kuzmanov Lucas Miedler Riccardo Bonadio                      |
| 12 de julio | Dutch Open Amersfoort, Países Bajos Challenger 80 – Tierra batida – 32S/16Q/16D Cuadro de individuales – Cuadro de dobles                       | Tallon Griekspoor 6–1, 3–6, 6–1                         | Botic van de Zandschulp                | Antoine Hoang Guido Andreozzi                        | Kimmer Coppejans Lukáš Rosol Jelle Sels Jesper de Jong                              |
| 12 de julio | Dutch Open Amersfoort, Países Bajos Challenger 80 – Tierra batida – 32S/16Q/16D Cuadro de individuales – Cuadro de dobles                       | Luca Castelnuovo Manuel Guinard 0–6, 6–4, [11–9]        | Sergio Galdós Gonçalo Oliveira         | Antoine Hoang Guido Andreozzi                        | Kimmer Coppejans Lukáš Rosol Jelle Sels Jesper de Jong                              |
| 12 de julio | President's Cup Nur-Sultan, Kazajistán Challenger 80 – Dura – 32S/16Q/16D Cuadro de individuales – Cuadro de dobles                             | Max Purcell 3–6, 6–4, 7–6(8–6)                          | Jay Clarke                             | Peter Polansky Borna Gojo                            | Roman Safiullin Hsu Yu-hsiou Jason Kubler Mirza Bašić                               |
| 12 de julio | President's Cup Nur-Sultan, Kazajistán Challenger 80 – Dura – 32S/16Q/16D Cuadro de individuales – Cuadro de dobles                             | Hsu Yu-hsiou Benjamin Lock 2–6, 6–1, [10–7]             | Peter Polansky Sergiy Stakhovsky       | Peter Polansky Borna Gojo                            | Roman Safiullin Hsu Yu-hsiou Jason Kubler Mirza Bašić                               |
| 12 de julio | Internazionali di Tennis Città di Todi Todi, Italia Challenger 80 – Tierra batida – 32S/16Q/16D Cuadro de individuales – Cuadro de dobles       | Mario Vilella Martínez 7–6(7–3), 1–6, 6–3               | Federico Gaio                          | Tomás Martín Etcheverry Matheus Pucinelli de Almeida | Flavio Cobolli Alexander Ritschard Nicolás Jarry Giulio Zeppieri                    |
| 12 de julio | Internazionali di Tennis Città di Todi Todi, Italia Challenger 80 – Tierra batida – 32S/16Q/16D Cuadro de individuales – Cuadro de dobles       | Francesco Forti Giulio Zeppieri 6–3, 6–2                | Facundo Díaz Acosta Alexander Merino   | Tomás Martín Etcheverry Matheus Pucinelli de Almeida | Flavio Cobolli Alexander Ritschard Nicolás Jarry Giulio Zeppieri                    |
| 19 de julio | Cary Challenger Cary, Estados Unidos Challenger 80 – Dura – 32S/16Q/16D Cuadro de individuales – Cuadro de dobles                               | Mitchell Krueger 7–6(8–6), 6–2                          | Ramkumar Ramanathan                    | Govind Nanda Stefan Kozlov                           | Genaro Alberto Olivieri Christian Harrison Christopher Eubanks Prajnesh Gunneswaran |
| 19 de julio | Cary Challenger Cary, Estados Unidos Challenger 80 – Dura – 32S/16Q/16D Cuadro de individuales – Cuadro de dobles                               | Christian Harrison Dennis Novikov 6–3, 6–3              | Petros Chrysochos Michail Pervolarakis | Govind Nanda Stefan Kozlov                           | Genaro Alberto Olivieri Christian Harrison Christopher Eubanks Prajnesh Gunneswaran |
| 19 de julio | President's Cup II Nur-Sultan, Kazajistán Challenger 80 – Dura – 32S/16Q/16D Cuadro de individuales – Cuadro de dobles                          | Andrey Kuznetsov 6–3, 2–1 ret.                          | Jason Kubler                           | Pavel Kotov Oleksii Krutykh                          | Ryan Peniston Peter Polansky Hugo Grenier Nick Chappell                             |
| 19 de julio | President's Cup II Nur-Sultan, Kazajistán Challenger 80 – Dura – 32S/16Q/16D Cuadro de individuales – Cuadro de dobles                          | Hsu Yu-hsiou Benjamin Lock 6–3, 6–4                     | Oleksii Krutykh Grigoriy Lomakin       | Pavel Kotov Oleksii Krutykh                          | Ryan Peniston Peter Polansky Hugo Grenier Nick Chappell                             |
| 19 de julio | Open Diputación Ciudad de Pozoblanco Pozoblanco, España Challenger 80 – Dura – 32S/16Q/16D Cuadro de individuales – Cuadro de dobles            | Altuğ Çelikbilek 6–1, 6–7(2–7), 6–3                     | Cem İlkel                              | Michael Geerts Grégoire Barrère                      | Emilio Nava Tim van Rijthoven Adrián Menéndez Maceiras Federico Zeballos            |
| 19 de julio | Open Diputación Ciudad de Pozoblanco Pozoblanco, España Challenger 80 – Dura – 32S/16Q/16D Cuadro de individuales – Cuadro de dobles            | Igor Sijsling Tim van Rijthoven 5–7, 7–6(7–4), [10–5]   | Diego Hidalgo Sergio Martos Gornés     | Michael Geerts Grégoire Barrère                      | Emilio Nava Tim van Rijthoven Adrián Menéndez Maceiras Federico Zeballos            |
| 19 de julio | Tampere Open Tampere, Finlandia Challenger 80 – Tierra batida – 32S/16Q/16D Cuadro de individuales – Cuadro de dobles                           | Jiří Lehečka 5–7, 6–4, 6–3                              | Nicolás Kicker                         | Botic van de Zandschulp Kyrian Jacquet               | Dmitry Popko Mario Vilella Martínez Otto Virtanen Geoffrey Blancaneaux              |
| 19 de julio | Tampere Open Tampere, Finlandia Challenger 80 – Tierra batida – 32S/16Q/16D Cuadro de individuales – Cuadro de dobles                           | Pedro Cachín Facundo Mena 7–5, 6–3                      | Orlando Luz Felipe Meligeni Alves      | Botic van de Zandschulp Kyrian Jacquet               | Dmitry Popko Mario Vilella Martínez Otto Virtanen Geoffrey Blancaneaux              |
| 26 de julio | Poznań Open Poznań, Polonia Challenger 90 – Tierra batida – 32S/16Q/16D Cuadro de individuales – Cuadro de dobles                               | Bernabé Zapata Miralles 6–3, 6–2                        | Jiří Lehečka                           | Dmitry Popko Aleksandr Shevchenko                    | Alexandre Müller Nicolás Kicker Zdeněk Kolář Botic van de Zandschulp                |
| 26 de julio | Poznań Open Poznań, Polonia Challenger 90 – Tierra batida – 32S/16Q/16D Cuadro de individuales – Cuadro de dobles                               | Zdeněk Kolář Jiří Lehečka 6–4, 3–6, [10–5]              | Karol Drzewiecki Aleksandar Vukic      | Dmitry Popko Aleksandr Shevchenko                    | Alexandre Müller Nicolás Kicker Zdeněk Kolář Botic van de Zandschulp                |
| 26 de julio | Open Castilla y León Segovia, España Challenger 90 – Dura – 32S/16Q/16D Cuadro de individuales – Cuadro de dobles                               | Benjamin Bonzi 7–6(12–10), 3–6, 6–4                     | Tim van Rijthoven                      | Hugo Grenier Nicolás Moreno de Alborán               | Feliciano López Mathias Bourgue Altuğ Çelikbilek Dalibor Svrčina                    |
| 26 de julio | Open Castilla y León Segovia, España Challenger 90 – Dura – 32S/16Q/16D Cuadro de individuales – Cuadro de dobles                               | Robert Galloway Alex Lawson 7–6(10–8), 6–4              | JC Aragone Nicolás Barrientos          | Hugo Grenier Nicolás Moreno de Alborán               | Feliciano López Mathias Bourgue Altuğ Çelikbilek Dalibor Svrčina                    |
| 26 de julio | Lexington Challenger Lexington, Estados Unidos Challenger 80 – Dura – 32S/16Q/16D Cuadro de individuales – Cuadro de dobles                     | Jason Kubler 7–5, 6–7(2–7), 7–5                         | Alejandro Tabilo                       | Thanasi Kokkinakis Ernesto Escobedo                  | Jenson Brooksby Ramkumar Ramanathan Darian King Genaro Alberto Olivieri             |
| 26 de julio | Lexington Challenger Lexington, Estados Unidos Challenger 80 – Dura – 32S/16Q/16D Cuadro de individuales – Cuadro de dobles                     | Liam Draxl Stefan Kozlov 6–2, 6–7(5–7), [10–7]          | Alex Rybakov Reese Stalder             | Thanasi Kokkinakis Ernesto Escobedo                  | Jenson Brooksby Ramkumar Ramanathan Darian King Genaro Alberto Olivieri             |
| 26 de julio | Internazionali di Tennis Città di Trieste Trieste, Italia Challenger 80 – Tierra batida – 32S/16Q/16D Cuadro de individuales – Cuadro de dobles | Tomás Martín Etcheverry 6–1, 6–1                        | Thiago Agustín Tirante                 | Damir Džumhur Flavio Cobolli                         | Maximilian Marterer Orlando Luz Vitaliy Sachko Timofey Skatov                       |
| 26 de julio | Internazionali di Tennis Città di Trieste Trieste, Italia Challenger 80 – Tierra batida – 32S/16Q/16D Cuadro de individuales – Cuadro de dobles | Orlando Luz Felipe Meligeni Alves 7–5, 6–7(6–8), [10–5] | Antoine Hoang Albano Olivetti          | Damir Džumhur Flavio Cobolli                         | Maximilian Marterer Orlando Luz Vitaliy Sachko Timofey Skatov                       |

### Torneos en agosto
| Semana de    | Torneo | Campeones                                                | Finalista                            | Semifinales                            | Cuartos de final                                                                 |
| ------------ | --- | -------------------------------------------------------- | ------------------------------------ | -------------------------------------- | -------------------------------------------------------------------------------- |
| 2 de agosto  | Internazionali di Tennis del Friuli Venezia Giulia Cordenons, Italia Challenger 80 – Tierra batida – 32S/16Q/16D Cuadro de individuales – Cuadro de dobles | Francisco Cerúndolo 6–1, 6–2                             | Tomás Martín Etcheverry              | Andrea Collarini Marc-Andrea Hüsler    | Stefano Travaglia Giulio Zeppieri Juan Pablo Varillas Marcelo Tomás Barrios Vera |
| 2 de agosto  | Internazionali di Tennis del Friuli Venezia Giulia Cordenons, Italia Challenger 80 – Tierra batida – 32S/16Q/16D Cuadro de individuales – Cuadro de dobles | Orlando Luz Rafael Matos 6–4, 7–6(7–5)                   | Sergio Galdós Renzo Olivo            | Andrea Collarini Marc-Andrea Hüsler    | Stefano Travaglia Giulio Zeppieri Juan Pablo Varillas Marcelo Tomás Barrios Vera |
| 2 de agosto  | Svijany Open Liberec, República Checa Challenger 80 – Tierra batida – 32S/16Q/16D Cuadro de individuales – Cuadro de dobles                                | Alex Molčan 6–0, 6–1                                     | Tomáš Macháč                         | Malek Jaziri Botic van de Zandschulp   | Marc Polmans Kamil Majchrzak Gerald Melzer Alexander Ritschard                   |
| 2 de agosto  | Svijany Open Liberec, República Checa Challenger 80 – Tierra batida – 32S/16Q/16D Cuadro de individuales – Cuadro de dobles                                | Roman Jebavý Igor Zelenay 6–2, 6–7(6–8), [10–5]          | Geoffrey Blancaneaux Maxime Janvier  | Malek Jaziri Botic van de Zandschulp   | Marc Polmans Kamil Majchrzak Gerald Melzer Alexander Ritschard                   |
| 9 de agosto  | Internazionali di Tennis San Marino Open San Marino, San Marino Challenger 90 – Tierra batida – 32S/16Q/16D Cuadro de individuales – Cuadro de dobles      | Holger Rune 1–6, 6–2, 6–3                                | Orlando Luz                          | Marco Cecchinato Hugo Dellien          | Pavel Kotov João Menezes Felipe Meligeni Alves Maxime Janvier                    |
| 9 de agosto  | Internazionali di Tennis San Marino Open San Marino, San Marino Challenger 90 – Tierra batida – 32S/16Q/16D Cuadro de individuales – Cuadro de dobles      | Zdeněk Kolář Luis David Martínez 1–6, 6–3, [10–3]        | Rafael Matos João Menezes            | Marco Cecchinato Hugo Dellien          | Pavel Kotov João Menezes Felipe Meligeni Alves Maxime Janvier                    |
| 9 de agosto  | Rhein Asset Open Meerbusch, Alemania Challenger 80 – Tierra batida – 32S/16Q/16D Cuadro de individuales – Cuadro de dobles                                 | Marcelo Tomás Barrios Vera 7–6(9–7), 6–3                 | Juan Manuel Cerúndolo                | Robin Haase Botic van de Zandschulp    | Daniel Altmaier Mats Moraing Lukáš Klein Filip Horanský                          |
| 9 de agosto  | Rhein Asset Open Meerbusch, Alemania Challenger 80 – Tierra batida – 32S/16Q/16D Cuadro de individuales – Cuadro de dobles                                 | Szymon Walków Jan Zieliński 6–3, 6–1                     | Dustin Brown Robin Haase             | Robin Haase Botic van de Zandschulp    | Daniel Altmaier Mats Moraing Lukáš Klein Filip Horanský                          |
| 9 de agosto  | TK Sparta Prague Open Praga, República Checa Challenger 50 – Tierra batida – 32S/16Q/16D Cuadro de individuales – Cuadro de dobles                         | Dalibor Svrčina 6–0, 7–5                                 | Dmitry Popko                         | Jonáš Forejtek Facundo Mena            | Nikola Milojević Evan Furness Camilo Ugo Carabelli Riccardo Bonadio              |
| 9 de agosto  | TK Sparta Prague Open Praga, República Checa Challenger 50 – Tierra batida – 32S/16Q/16D Cuadro de individuales – Cuadro de dobles                         | Jonáš Forejtek Michael Vrbenský 6–1, 6–4                 | Evgeny Karlovskiy Evgenii Tiurnev    | Jonáš Forejtek Facundo Mena            | Nikola Milojević Evan Furness Camilo Ugo Carabelli Riccardo Bonadio              |
| 16 de agosto | Platzmann-Sauerland Open Lüdenscheid, Alemania Challenger 80 – Tierra batida – 32S/16Q/16D Cuadro de individuales – Cuadro de dobles                       | Daniel Altmaier 7–6(7–1), 4–6, 6–3                       | Nicolás Jarry                        | Julian Lenz Juan Manuel Cerúndolo      | Mirza Bašić Duje Ajduković Javier Barranco Cosano Camilo Ugo Carabelli           |
| 16 de agosto | Platzmann-Sauerland Open Lüdenscheid, Alemania Challenger 80 – Tierra batida – 32S/16Q/16D Cuadro de individuales – Cuadro de dobles                       | Ivan Sabanov Matej Sabanov 6–4, 2–6, [12–10]             | Denys Molchanov Aleksandr Nedovyesov | Julian Lenz Juan Manuel Cerúndolo      | Mirza Bašić Duje Ajduković Javier Barranco Cosano Camilo Ugo Carabelli           |
| 16 de agosto | Internazionali di Tennis Città di Verona Verona, Italia Challenger 80 – Tierra batida – 32S/16Q/16D Cuadro de individuales – Cuadro de dobles              | Holger Rune 6–4, 6–2                                     | Nino Serdarušić                      | Carlos Taberner Jay Clarke             | Maxime Janvier Riccardo Bonadio Gastão Elias Dmitry Popko                        |
| 16 de agosto | Internazionali di Tennis Città di Verona Verona, Italia Challenger 80 – Tierra batida – 32S/16Q/16D Cuadro de individuales – Cuadro de dobles              | Sadio Doumbia Fabien Reboul 7–5, 4–6, [10–6]             | Luca Margaroli Gonçalo Oliveira      | Carlos Taberner Jay Clarke             | Maxime Janvier Riccardo Bonadio Gastão Elias Dmitry Popko                        |
| 23 de agosto | Open Città della Disfida Barletta, Italia Challenger 80 – Tierra batida – 32S/16Q/16D Cuadro de individuales – Cuadro de dobles                            | Giulio Zeppieri 6–1, 3–6, 6–3                            | Flavio Cobolli                       | Thiago Agustín Tirante Tseng Chun-hsin | Nicolás Álvarez Aziz Dougaz Andrea Vavassori Julian Ocleppo                      |
| 23 de agosto | Open Città della Disfida Barletta, Italia Challenger 80 – Tierra batida – 32S/16Q/16D Cuadro de individuales – Cuadro de dobles                            | Marco Bortolotti Cristian Rodríguez 6–2, 6–4             | Gijs Brouwer Jelle Sels              | Thiago Agustín Tirante Tseng Chun-hsin | Nicolás Álvarez Aziz Dougaz Andrea Vavassori Julian Ocleppo                      |
| 23 de agosto | BNP Paribas Polish Cup Varsovia, Polonia Challenger 80 – Tierra batida – 32S/16Q/16D Cuadro de individuales – Cuadro de dobles                             | Camilo Ugo Carabelli 6–4, 6–2                            | Nino Serdarušić                      | Javier Barranco Cosano Jozef Kovalík   | Nicolás Jarry Lukáš Klein Michael Vrbenský Lucas Miedler                         |
| 23 de agosto | BNP Paribas Polish Cup Varsovia, Polonia Challenger 80 – Tierra batida – 32S/16Q/16D Cuadro de individuales – Cuadro de dobles                             | Hans Hach Verdugo Miguel Ángel Reyes-Varela 6–4, 6–4     | Vladyslav Manafov Piotr Matuszewski  | Javier Barranco Cosano Jozef Kovalík   | Nicolás Jarry Lukáš Klein Michael Vrbenský Lucas Miedler                         |
| 23 de agosto | I.ČLTK Prague Open III Praga, República Checa Challenger 50 – Tierra batida – 32S/16Q/16D Cuadro de individuales – Cuadro de dobles                        | Franco Agamenone 6–3, 6–1                                | Ryan Peniston                        | Genaro Alberto Olivieri Igor Sijsling  | Evgeny Karlovskiy Facundo Díaz Acosta Michael Geerts Kaichi Uchida               |
| 23 de agosto | I.ČLTK Prague Open III Praga, República Checa Challenger 50 – Tierra batida – 32S/16Q/16D Cuadro de individuales – Cuadro de dobles                        | Victor Vlad Cornea Petros Tsitsipas 6–3, 3–6, [10–8]     | Martin Krumich Andrew Paulson        | Genaro Alberto Olivieri Igor Sijsling  | Evgeny Karlovskiy Facundo Díaz Acosta Michael Geerts Kaichi Uchida               |
| 30 de agosto | Città di Como Challenger Como, Italia Challenger 80 – Tierra batida – 32S/16Q/16D Cuadro de individuales – Cuadro de dobles                                | Juan Manuel Cerúndolo 7–5, 7–6(9–7)                      | Gian Marco Moroni                    | Daniel Altmaier Andrea Vavassori       | Riccardo Bonadio Nino Serdarušić Andrea Arnaboldi Jozef Kovalík                  |
| 30 de agosto | Città di Como Challenger Como, Italia Challenger 80 – Tierra batida – 32S/16Q/16D Cuadro de individuales – Cuadro de dobles                                | Rafael Matos Felipe Meligeni Alves 6–7(2–7), 6–4, [10–6] | Luis David Martínez Andrea Vavassori | Daniel Altmaier Andrea Vavassori       | Riccardo Bonadio Nino Serdarušić Andrea Arnaboldi Jozef Kovalík                  |
| 30 de agosto | Rafa Nadal Open Mallorca, España Challenger 80 – Dura – 32S/16Q/16D Cuadro de individuales – Cuadro de dobles                                              | Lukáš Lacko 5–7, 7–6(10–8), 6–1                          | Yasutaka Uchiyama                    | Michael Geerts Tobias Kamke            | Ramkumar Ramanathan João Sousa Frederico Ferreira Silva Fernando Verdasco        |
| 30 de agosto | Rafa Nadal Open Mallorca, España Challenger 80 – Dura – 32S/16Q/16D Cuadro de individuales – Cuadro de dobles                                              | Karol Drzewiecki Sergio Martos Gornés 6–4, 4–6, [10–3]   | Fernando Romboli Jan Zieliński       | Michael Geerts Tobias Kamke            | Ramkumar Ramanathan João Sousa Frederico Ferreira Silva Fernando Verdasco        |
| 30 de agosto | Saint-Tropez Open Saint-Tropez, Francia Challenger 80 – Dura – 32S/16Q/16D Cuadro de individuales – Cuadro de dobles                                       | Benjamin Bonzi 6–7(10–12), 6–1, 0–0 ret.                 | Christopher O'Connell                | Hugo Grenier Thanasi Kokkinakis        | Enzo Couacaud Constant Lestienne Grégoire Barrère Alexandre Müller               |
| 30 de agosto | Saint-Tropez Open Saint-Tropez, Francia Challenger 80 – Dura – 32S/16Q/16D Cuadro de individuales – Cuadro de dobles                                       | Antonio Šančić Artem Sitak 7–6(7–5), 6–4                 | Romain Arneodo Manuel Guinard        | Hugo Grenier Thanasi Kokkinakis        | Enzo Couacaud Constant Lestienne Grégoire Barrère Alexandre Müller               |

### Torneos en septiembre
| Semana de        | Torneo | Campeones                                                    | Finalista                                       | Semifinales                                | Cuartos de final                                                                      |
| ---------------- | --- | ------------------------------------------------------------ | ----------------------------------------------- | ------------------------------------------ | ------------------------------------------------------------------------------------- |
| 6 de septiembre  | NÖ Open Tulln an der Donau, Austria Challenger 100 – Tierra batida – 32S/16Q/16D Cuadro de individuales – Cuadro de dobles                   | Mats Moraing 6–2, 6–1                                        | Hugo Gaston                                     | Kamil Majchrzak Jiří Veselý                | Filip Misolic Marc-Andrea Hüsler Thiago Monteiro Dennis Novak                         |
| 6 de septiembre  | NÖ Open Tulln an der Donau, Austria Challenger 100 – Tierra batida – 32S/16Q/16D Cuadro de individuales – Cuadro de dobles                   | Dustin Brown Andrea Vavassori 7–6(7–5), 6–1                  | Rafael Matos Felipe Meligeni Alves              | Kamil Majchrzak Jiří Veselý                | Filip Misolic Marc-Andrea Hüsler Thiago Monteiro Dennis Novak                         |
| 6 de septiembre  | Copa Sevilla Sevilla, España Challenger 90 – Tierra batida – 32S/16Q/16D Cuadro de individuales – Cuadro de dobles                           | Pedro Martínez 6–4, 6–1                                      | Roberto Carballés Baena                         | Marcelo Tomás Barrios Vera Carlos Taberner | Pablo Andújar Luciano Darderi Gian Marco Moroni Flavio Cobolli                        |
| 6 de septiembre  | Copa Sevilla Sevilla, España Challenger 90 – Tierra batida – 32S/16Q/16D Cuadro de individuales – Cuadro de dobles                           | David Vega Hernández Mark Vervoort 6–3, 6–7(7–9), [10–7]     | Javier Barranco Cosano Sergio Martos Gornés     | Marcelo Tomás Barrios Vera Carlos Taberner | Pablo Andújar Luciano Darderi Gian Marco Moroni Flavio Cobolli                        |
| 6 de septiembre  | Banja Luka Challenger Banja Luka, Bosnia y Herzegovina Challenger 80 – Tierra batida – 32S/16Q/16D Cuadro de individuales – Cuadro de dobles | Juan Manuel Cerúndolo 6–3, 6–1                               | Nikola Milojević                                | Andrej Martin Tomás Martín Etcheverry      | Carlos Gómez-Herrera Zdeněk Kolář Marko Topo Tseng Chun-hsin                          |
| 6 de septiembre  | Banja Luka Challenger Banja Luka, Bosnia y Herzegovina Challenger 80 – Tierra batida – 32S/16Q/16D Cuadro de individuales – Cuadro de dobles | Antonio Šančić Nino Serdarušić 6–3, 6–3                      | Ivan Sabanov Matej Sabanov                      | Andrej Martin Tomás Martín Etcheverry      | Carlos Gómez-Herrera Zdeněk Kolář Marko Topo Tseng Chun-hsin                          |
| 6 de septiembre  | Cassis Open Provence Cassis, Francia Challenger 80 – Dura – 32S/16Q/16D Cuadro de individuales – Cuadro de dobles                            | Benjamin Bonzi 7–6(7–4), 6–4                                 | Lucas Pouille                                   | Kacper Żuk Liam Broady                     | Luca Van Assche Thanasi Kokkinakis Ramkumar Ramanathan Clément Chidekh                |
| 6 de septiembre  | Cassis Open Provence Cassis, Francia Challenger 80 – Dura – 32S/16Q/16D Cuadro de individuales – Cuadro de dobles                            | Sriram Balaji Ramkumar Ramanathan 6–4, 3–6, [10–6]           | Hans Hach Verdugo Miguel Ángel Reyes-Varela     | Kacper Żuk Liam Broady                     | Luca Van Assche Thanasi Kokkinakis Ramkumar Ramanathan Clément Chidekh                |
| 6 de septiembre  | Kiev Open Kiev, Ucrania Challenger 80 – Tierra batida – 32S/16Q/16D Cuadro de individuales – Cuadro de dobles                                | Franco Agamenone 7–5, 6–2                                    | Sebastián Báez                                  | Ergi Kırkın Timofey Skatov                 | Filip Jianu Dmitry Popko Nuno Borges Oleksii Krutykh                                  |
| 6 de septiembre  | Kiev Open Kiev, Ucrania Challenger 80 – Tierra batida – 32S/16Q/16D Cuadro de individuales – Cuadro de dobles                                | Orlando Luz Aleksandr Nedovyesov 6–4, 6–4                    | Denys Molchanov Sergiy Stakhovsky               | Ergi Kırkın Timofey Skatov                 | Filip Jianu Dmitry Popko Nuno Borges Oleksii Krutykh                                  |
| 13 de septiembre | Pekao Szczecin Open Szczecin, Polonia Challenger 125 – Tierra batida – 32S/16Q/16D Cuadro de individuales – Cuadro de dobles                 | Zdeněk Kolář 7–6(7–5), 7–5                                   | Kamil Majchrzak                                 | Nicola Kuhn Yannick Hanfmann               | Marco Trungelliti Jesper de Jong Paweł Ciaś Holger Rune                               |
| 13 de septiembre | Pekao Szczecin Open Szczecin, Polonia Challenger 125 – Tierra batida – 32S/16Q/16D Cuadro de individuales – Cuadro de dobles                 | Santiago González Andrés Molteni 2–6, 6–2, [15–13]           | André Göransson Nathaniel Lammons               | Nicola Kuhn Yannick Hanfmann               | Marco Trungelliti Jesper de Jong Paweł Ciaś Holger Rune                               |
| 13 de septiembre | Open de Rennes Rennes, Francia Challenger 90 – Dura (i) – 32S/16Q/16D Cuadro de individuales – Cuadro de dobles                              | Benjamin Bonzi 7–6(7–3), 7–6(7–3)                            | Mats Moraing                                    | Richard Gasquet Arthur Rinderknech         | Roman Safiullin Teymuraz Gabashvili Liam Broady Lucas Pouille                         |
| 13 de septiembre | Open de Rennes Rennes, Francia Challenger 90 – Dura (i) – 32S/16Q/16D Cuadro de individuales – Cuadro de dobles                              | Bart Stevens Tim van Rijthoven 6–7(2–7), 7–5, [10–3]         | Marek Gengel Tomáš Macháč                       | Richard Gasquet Arthur Rinderknech         | Roman Safiullin Teymuraz Gabashvili Liam Broady Lucas Pouille                         |
| 13 de septiembre | Cary Challenger II Cary, Estados Unidos Challenger 80 – Dura – 32S/16Q/16D Cuadro de individuales – Cuadro de dobles                         | Mitchell Krueger 6–4, 6–3                                    | Bjorn Fratangelo                                | Aleksandar Vukic Denis Kudla               | Ryan Peniston Zachary Svajda Max Purcell Michael Mmoh                                 |
| 13 de septiembre | Cary Challenger II Cary, Estados Unidos Challenger 80 – Dura – 32S/16Q/16D Cuadro de individuales – Cuadro de dobles                         | William Blumberg Max Schnur 6–4, 1–6, [10–4]                 | Stefan Kozlov Peter Polansky                    | Aleksandar Vukic Denis Kudla               | Ryan Peniston Zachary Svajda Max Purcell Michael Mmoh                                 |
| 13 de septiembre | Amex-Istanbul Challenger Estambul, Turquía Challenger 80 – Dura – 32S/16Q/16D Cuadro de individuales – Cuadro de dobles                      | James Duckworth 6–4, 6–2                                     | Wu Tung-lin                                     | Quentin Halys Borna Gojo                   | Hugo Grenier Yasutaka Uchiyama Geoffrey Blancaneaux Aldin Šetkić                      |
| 13 de septiembre | Amex-Istanbul Challenger Estambul, Turquía Challenger 80 – Dura – 32S/16Q/16D Cuadro de individuales – Cuadro de dobles                      | Radu Albot Alexander Cozbinov 4–6, 7–5, [11–9]               | Antonio Šančić Artem Sitak                      | Quentin Halys Borna Gojo                   | Hugo Grenier Yasutaka Uchiyama Geoffrey Blancaneaux Aldin Šetkić                      |
| 13 de septiembre | Quito Challenger Quito, Ecuador Challenger 80 – Tierra batida – 32S/16Q/16D Cuadro de individuales – Cuadro de dobles                        | Facundo Mena 6–4, 6–4                                        | Gonzalo Lama                                    | Pol Martín Tiffon Alexis Gautier           | Juan Pablo Ficovich Thiago Agustín Tirante Genaro Alberto Olivieri Matthieu Perchicot |
| 13 de septiembre | Quito Challenger Quito, Ecuador Challenger 80 – Tierra batida – 32S/16Q/16D Cuadro de individuales – Cuadro de dobles                        | Alejandro Gómez Thiago Agustín Tirante 7–5, 6–7(5–7), [10–8] | Adrián Menéndez Maceiras Mario Vilella Martínez | Pol Martín Tiffon Alexis Gautier           | Juan Pablo Ficovich Thiago Agustín Tirante Genaro Alberto Olivieri Matthieu Perchicot |
| 20 de septiembre | Ambato Challenger Ambato, Ecuador Challenger 80 – Tierra batida – 32S/16Q/16D Cuadro de individuales – Cuadro de dobles                      | Thiago Agustín Tirante 7–5, 7–5                              | Juan Pablo Varillas                             | Juan Pablo Ficovich Facundo Mena           | Matías Zukas Johan Nikles Gerald Melzer Alexis Gautier                                |
| 20 de septiembre | Ambato Challenger Ambato, Ecuador Challenger 80 – Tierra batida – 32S/16Q/16D Cuadro de individuales – Cuadro de dobles                      | Diego Hidalgo Cristian Rodríguez 6–3, 4–6, [10–3]            | Alejandro Gómez Thiago Agustín Tirante          | Juan Pablo Ficovich Facundo Mena           | Matías Zukas Johan Nikles Gerald Melzer Alexis Gautier                                |
| 20 de septiembre | Biel/Bienne Challenger Biel/Bienne, Suiza Challenger 80 – Dura (i) – 32S/16Q/16D Cuadro de individuales – Cuadro de dobles                   | Liam Broady 7–5, 6–3                                         | Marc-Andrea Hüsler                              | Tim van Rijthoven Dominic Stricker         | Antoine Escoffier João Sousa Ramkumar Ramanathan Tobias Kamke                         |
| 20 de septiembre | Biel/Bienne Challenger Biel/Bienne, Suiza Challenger 80 – Dura (i) – 32S/16Q/16D Cuadro de individuales – Cuadro de dobles                   | Ruben Bemelmans Daniel Masur Walkover                        | Marc-Andrea Hüsler Dominic Stricker             | Tim van Rijthoven Dominic Stricker         | Antoine Escoffier João Sousa Ramkumar Ramanathan Tobias Kamke                         |
| 20 de septiembre | Braga Open Braga, Portugal Challenger 80 – Tierra batida – 32S/16Q/16D Cuadro de individuales – Cuadro de dobles                             | Thiago Monteiro 7–5, 7–5                                     | Nikola Milojević                                | Hugo Gaston Nikolás Sánchez Izquierdo      | Andrea Arnaboldi Jesper de Jong Cedrik-Marcel Stebe Taro Daniel                       |
| 20 de septiembre | Braga Open Braga, Portugal Challenger 80 – Tierra batida – 32S/16Q/16D Cuadro de individuales – Cuadro de dobles                             | Nuno Borges Francisco Cabral 6–3, 6–7(4–7), [10–5]           | Jesper de Jong Bart Stevens                     | Hugo Gaston Nikolás Sánchez Izquierdo      | Andrea Arnaboldi Jesper de Jong Cedrik-Marcel Stebe Taro Daniel                       |
| 20 de septiembre | Bucharest Challenger Bucharest, Rumania Challenger 80 – Tierra batida – 32S/16Q/16D Cuadro de individuales – Cuadro de dobles                | Jiří Lehečka 6–3, 6–2                                        | Filip Horanský                                  | Stefano Travaglia Lorenzo Giustino         | Vitaliy Sachko David Ionel Thanasi Kokkinakis Riccardo Bonadio                        |
| 20 de septiembre | Bucharest Challenger Bucharest, Rumania Challenger 80 – Tierra batida – 32S/16Q/16D Cuadro de individuales – Cuadro de dobles                | Ruben Gonzales Hunter Johnson 1–6, 6–2, [10–3]               | Maximilian Marterer Lukáš Rosol                 | Stefano Travaglia Lorenzo Giustino         | Vitaliy Sachko David Ionel Thanasi Kokkinakis Riccardo Bonadio                        |
| 20 de septiembre | Columbus Challenger Columbus, Estados Unidos Challenger 80 – Dura (i) – 32S/16Q/16D Cuadro de individuales – Cuadro de dobles                | Stefan Kozlov 4–6, 6–2, 6–4                                  | Max Purcell                                     | Jeffrey John Wolf Aleksandar Vukic         | Tennys Sandgren Mikael Torpegaard Alex Bolt Nicolás Mejía                             |
| 20 de septiembre | Columbus Challenger Columbus, Estados Unidos Challenger 80 – Dura (i) – 32S/16Q/16D Cuadro de individuales – Cuadro de dobles                | Stefan Kozlov Peter Polansky 7–5, 7–6(7–5)                   | Andrew Lutschaunig James Trotter                | Jeffrey John Wolf Aleksandar Vukic         | Tennys Sandgren Mikael Torpegaard Alex Bolt Nicolás Mejía                             |
| 27 de septiembre | Open d'Orléans Orléans, Francia Challenger 125 – Dura (i) – 32S/16Q/16D Cuadro de individuales – Cuadro de dobles                            | Henri Laaksonen 6–1, 2–6, 6–2                                | Dennis Novak                                    | Corentin Moutet Jiří Veselý                | Ruben Bemelmans Hugo Grenier Richard Gasquet Holger Rune                              |
| 27 de septiembre | Open d'Orléans Orléans, Francia Challenger 125 – Dura (i) – 32S/16Q/16D Cuadro de individuales – Cuadro de dobles                            | Pierre-Hugues Herbert Albano Olivetti 6–2, 2–6, [11–9]       | Antoine Hoang Kyrian Jacquet                    | Corentin Moutet Jiří Veselý                | Ruben Bemelmans Hugo Grenier Richard Gasquet Holger Rune                              |
| 27 de septiembre | Lisboa Belém Open Lisboa, Portugal Challenger 80 – Tierra batida – 32S/16Q/16D Cuadro de individuales – Cuadro de dobles                     | Dmitry Popko 6–2, 6–4                                        | Andrea Pellegrino                               | Andrej Martin Hugo Gaston                  | Frederico Ferreira Silva Nikola Milojević Cedrik-Marcel Stebe João Domingues          |
| 27 de septiembre | Lisboa Belém Open Lisboa, Portugal Challenger 80 – Tierra batida – 32S/16Q/16D Cuadro de individuales – Cuadro de dobles                     | Jeevan Nedunchezhiyan Purav Raja 7–6(7–5), 6–3               | Nuno Borges Francisco Cabral                    | Andrej Martin Hugo Gaston                  | Frederico Ferreira Silva Nikola Milojević Cedrik-Marcel Stebe João Domingues          |
| 27 de septiembre | Lima Challenger Lima, Perú Challenger 80 – Tierra batida – 32S/16Q/16D Cuadro de individuales – Cuadro de dobles                             | Hugo Dellien 6–3, 7–5                                        | Camilo Ugo Carabelli                            | Johan Nikles Gerald Melzer                 | Renzo Olivo Nicolás Kicker Eduard Esteve Lobato Juan Manuel Cerúndolo                 |
| 27 de septiembre | Lima Challenger Lima, Perú Challenger 80 – Tierra batida – 32S/16Q/16D Cuadro de individuales – Cuadro de dobles                             | Julian Lenz Gerald Melzer 7–6(7–4), 7–6(7–3)                 | Nicolás Barrientos Fernando Romboli             | Johan Nikles Gerald Melzer                 | Renzo Olivo Nicolás Kicker Eduard Esteve Lobato Juan Manuel Cerúndolo                 |
| 27 de septiembre | Murcia Open Murcia, España Challenger 80 – Tierra batida – 32S/16Q/16D Cuadro de individuales – Cuadro de dobles                             | Tallon Griekspoor 3–6, 7–5, 6–3                              | Roberto Carballés Baena                         | Mathias Bourgue Flavio Cobolli             | Evan Furness Andrea Collarini Nicola Kuhn Miljan Zekić                                |
| 27 de septiembre | Murcia Open Murcia, España Challenger 80 – Tierra batida – 32S/16Q/16D Cuadro de individuales – Cuadro de dobles                             | Raúl Brancaccio Flavio Cobolli 6–3, 7–6(7–5)                 | Alberto Barroso Campos Roberto Carballés Baena  | Mathias Bourgue Flavio Cobolli             | Evan Furness Andrea Collarini Nicola Kuhn Miljan Zekić                                |
| 27 de septiembre | Sibiu Open Sibiu, Rumania Challenger 80 – Tierra batida – 32S/16Q/16D Cuadro de individuales – Cuadro de dobles                              | Stefano Travaglia 7–6(7–4), 6–2                              | Thanasi Kokkinakis                              | Sumit Nagal Marc-Andrea Hüsler             | Zdeněk Kolář Geoffrey Blancaneaux Alex Molčan Franco Agamenone                        |
| 27 de septiembre | Sibiu Open Sibiu, Rumania Challenger 80 – Tierra batida – 32S/16Q/16D Cuadro de individuales – Cuadro de dobles                              | Alexander Erler Lucas Miedler 6–3, 6–1                       | James Cerretani Luca Margaroli                  | Sumit Nagal Marc-Andrea Hüsler             | Zdeněk Kolář Geoffrey Blancaneaux Alex Molčan Franco Agamenone                        |

### Torneos en octubre
| Semana de     | Torneo | Campeones                                                 | Finalista                                   | Semifinales                                             | Cuartos de final                                                                 |
| ------------- | --- | --------------------------------------------------------- | ------------------------------------------- | ------------------------------------------------------- | -------------------------------------------------------------------------------- |
| 4 de octubre  | Internationaux de Tennis de Vendée Mouilleron-le-Captif, Francia Challenger 90 – Dura (i) – 32S/16Q/16D Cuadro de individuales – Cuadro de dobles | Jiří Veselý 6–4, 6–4                                      | Norbert Gombos                              | Mats Rosenkranz Andreas Seppi                           | Pierre-Hugues Herbert Dennis Novak Quentin Halys Mats Moraing                    |
| 4 de octubre  | Internationaux de Tennis de Vendée Mouilleron-le-Captif, Francia Challenger 90 – Dura (i) – 32S/16Q/16D Cuadro de individuales – Cuadro de dobles | Jonathan Eysseric Quentin Halys 4–6, 7–6(7–5), [10–8]     | David Pel Aisam-ul-Haq Qureshi              | Mats Rosenkranz Andreas Seppi                           | Pierre-Hugues Herbert Dennis Novak Quentin Halys Mats Moraing                    |
| 4 de octubre  | Sánchez-Casal Cup Barcelona, España Challenger 80 – Tierra batida – 32S/16Q/16D Cuadro de individuales – Cuadro de dobles                         | Dimitar Kuzmanov 6–3, 6–0                                 | Hugo Gaston                                 | Alexandre Müller Alex Molčan                            | Nicolás Álvarez Varona Matteo Martineau Teymuraz Gabashvili Nicola Kuhn          |
| 4 de octubre  | Sánchez-Casal Cup Barcelona, España Challenger 80 – Tierra batida – 32S/16Q/16D Cuadro de individuales – Cuadro de dobles                         | Harri Heliövaara Roman Jebavý 6–4, 6–3                    | Nuno Borges Francisco Cabral                | Alexandre Müller Alex Molčan                            | Nicolás Álvarez Varona Matteo Martineau Teymuraz Gabashvili Nicola Kuhn          |
| 4 de octubre  | Napoli Challenger Nápoles, Italia Challenger 80 – Tierra batida – 32S/16Q/16D Cuadro de individuales – Cuadro de dobles                           | Tallon Griekspoor 6–3, 6–2                                | Andrea Pellegrino                           | Stefano Travaglia Duje Ajduković                        | Andrea Vavassori Gian Marco Moroni Raúl Brancaccio Mirza Bašić                   |
| 4 de octubre  | Napoli Challenger Nápoles, Italia Challenger 80 – Tierra batida – 32S/16Q/16D Cuadro de individuales – Cuadro de dobles                           | Dustin Brown Andrea Vavassori 7–5, 7–6(7–5)               | Mirza Bašić Nino Serdarušić                 | Stefano Travaglia Duje Ajduković                        | Andrea Vavassori Gian Marco Moroni Raúl Brancaccio Mirza Bašić                   |
| 4 de octubre  | Challenger de Santiago II Santiago, Chile Challenger 80 – Tierra batida – 32S/16Q/16D Cuadro de individuales – Cuadro de dobles                   | Juan Pablo Varillas 6–4, 7–5                              | Sebastián Báez                              | Nicolás Jarry Francisco Cerúndolo                       | Facundo Mena Hugo Dellien Gerald Melzer Gonzalo Lama                             |
| 4 de octubre  | Challenger de Santiago II Santiago, Chile Challenger 80 – Tierra batida – 32S/16Q/16D Cuadro de individuales – Cuadro de dobles                   | Diego Hidalgo Nicolás Jarry 6–3, 5–7, [10–6]              | Evan King Max Schnur                        | Nicolás Jarry Francisco Cerúndolo                       | Facundo Mena Hugo Dellien Gerald Melzer Gonzalo Lama                             |
| 11 de octubre | JC Ferrero Challenger Open Alicante, España Challenger 80 – Dura – 32S/16Q/16D Cuadro de individuales – Cuadro de dobles                          | Constant Lestienne 6–4, 6–3                               | Hugo Grenier                                | Oscar Otte João Sousa                                   | Nuno Borges Denis Yevseyev Frederico Ferreira Silva Lucas Miedler                |
| 11 de octubre | JC Ferrero Challenger Open Alicante, España Challenger 80 – Dura – 32S/16Q/16D Cuadro de individuales – Cuadro de dobles                          | Denys Molchanov David Vega Hernández 6–4, 6–2             | Romain Arneodo Matt Reid                    | Oscar Otte João Sousa                                   | Nuno Borges Denis Yevseyev Frederico Ferreira Silva Lucas Miedler                |
| 11 de octubre | Vesuvio Cup Nápoles, Italia Challenger 80 – Tierra batida – 32S/16Q/16D Cuadro de individuales – Cuadro de dobles                                 | Tallon Griekspoor 6–3, 6–2                                | Alexander Ritschard                         | Flavio Cobolli Franco Agamenone                         | Manuel Guinard Lorenzo Giustino Bernabé Zapata Miralles Gian Marco Moroni        |
| 11 de octubre | Vesuvio Cup Nápoles, Italia Challenger 80 – Tierra batida – 32S/16Q/16D Cuadro de individuales – Cuadro de dobles                                 | Marco Bortolotti Sergio Martos Gornés 6–4, 3–6, [10–7]    | Dustin Brown Andrea Vavassori               | Flavio Cobolli Franco Agamenone                         | Manuel Guinard Lorenzo Giustino Bernabé Zapata Miralles Gian Marco Moroni        |
| 11 de octubre | Challenger de Santiago III Santiago, Chile Challenger 80 – Tierra batida – 32S/16Q/16D Cuadro de individuales – Cuadro de dobles                  | Sebastián Báez 3–6, 7–6(8–6), 6–1                         | Felipe Meligeni Alves                       | Marcelo Tomás Barrios Vera Matheus Pucinelli de Almeida | Juan Manuel Cerúndolo Juan Pablo Varillas Gerald Melzer Francisco Cerúndolo      |
| 11 de octubre | Challenger de Santiago III Santiago, Chile Challenger 80 – Tierra batida – 32S/16Q/16D Cuadro de individuales – Cuadro de dobles                  | Evan King Max Schnur 3–6, 7–6(7–3), [16–14]               | Hans Hach Verdugo Miguel Ángel Reyes-Varela | Marcelo Tomás Barrios Vera Matheus Pucinelli de Almeida | Juan Manuel Cerúndolo Juan Pablo Varillas Gerald Melzer Francisco Cerúndolo      |
| 18 de octubre | Open Bogotá Bogotá, Colombia Challenger 80 – Tierra batida – 32S/16Q/16D Cuadro de individuales – Cuadro de dobles                                | Gerald Melzer 6–2, 3–6, 7–6(7–5)                          | Facundo Mena                                | Nicolás Barrientos Jesper de Jong                       | Nicolás Mejía Oriol Roca Batalla Matheus Pucinelli de Almeida Alexis Galarneau   |
| 18 de octubre | Open Bogotá Bogotá, Colombia Challenger 80 – Tierra batida – 32S/16Q/16D Cuadro de individuales – Cuadro de dobles                                | Nicolás Jarry Roberto Quiroz 6–7(4–7),, 7–5, [10–4]       | Nicolás Barrientos Alejandro Gómez          | Nicolás Barrientos Jesper de Jong                       | Nicolás Mejía Oriol Roca Batalla Matheus Pucinelli de Almeida Alexis Galarneau   |
| 18 de octubre | Challenger de Buenos Aires Buenos Aires, Argentina Challenger 80 – Tierra batida – 32S/16Q/16D Cuadro de individuales – Cuadro de dobles          | Sebastián Báez 6–4, 6–0                                   | Thiago Monteiro                             | Francisco Cerúndolo Juan Manuel Cerúndolo               | Tomás Martín Etcheverry Martín Cuevas Juan Pablo Varillas Hugo Dellien           |
| 18 de octubre | Challenger de Buenos Aires Buenos Aires, Argentina Challenger 80 – Tierra batida – 32S/16Q/16D Cuadro de individuales – Cuadro de dobles          | Luciano Darderi Juan Bautista Torres 7–6(7–5), 7–6(12–10) | Hernán Casanova Santiago Rodríguez Taverna  | Francisco Cerúndolo Juan Manuel Cerúndolo               | Tomás Martín Etcheverry Martín Cuevas Juan Pablo Varillas Hugo Dellien           |
| 18 de octubre | Lošinj Challenger Lošinj, Croacia Challenger 80 – Tierra batida – 32S/16Q/16D Cuadro de individuales – Cuadro de dobles                           | Carlos Taberner Walkover                                  | Marco Cecchinato                            | Nerman Fatić Alessandro Giannessi                       | Mathias Bourgue Filip Misolic Raúl Brancaccio Andrea Arnaboldi                   |
| 18 de octubre | Lošinj Challenger Lošinj, Croacia Challenger 80 – Tierra batida – 32S/16Q/16D Cuadro de individuales – Cuadro de dobles                           | Andrej Martin Tristan-Samuel Weissborn 6–1, 7–6(7–5)      | Victor Vlad Cornea Ergi Kırkın              | Nerman Fatić Alessandro Giannessi                       | Mathias Bourgue Filip Misolic Raúl Brancaccio Andrea Arnaboldi                   |
| 25 de octubre | Brest Challenger Brest, Francia Challenger 90 – Dura (i) – 32S/16Q/16D Cuadro de individuales – Cuadro de dobles                                  | Brandon Nakashima 6–3, 6–3                                | João Sousa                                  | Alexandre Müller Maxime Janvier                         | Luca Van Assche Henri Laaksonen Richard Gasquet Federico Gaio                    |
| 25 de octubre | Brest Challenger Brest, Francia Challenger 90 – Dura (i) – 32S/16Q/16D Cuadro de individuales – Cuadro de dobles                                  | Sadio Doumbia Fabien Reboul 4–6, 6–3, [10–3]              | Salvatore Caruso Federico Gaio              | Alexandre Müller Maxime Janvier                         | Luca Van Assche Henri Laaksonen Richard Gasquet Federico Gaio                    |
| 25 de octubre | Wolffkran Open Ismaning, Alemania Challenger 80 – Carpet (i) – 32S/16Q/16D Cuadro de individuales – Cuadro de dobles                              | Oscar Otte 6–4, 6–4                                       | Lukáš Lacko                                 | Quentin Halys Maxime Cressy                             | Jonáš Forejtek Matthias Bachinger Kacper Żuk Maximilian Marterer                 |
| 25 de octubre | Wolffkran Open Ismaning, Alemania Challenger 80 – Carpet (i) – 32S/16Q/16D Cuadro de individuales – Cuadro de dobles                              | Andre Begemann Igor Zelenay 6–2, 6–4                      | Marek Gengel Tomáš Macháč                   | Quentin Halys Maxime Cressy                             | Jonáš Forejtek Matthias Bachinger Kacper Żuk Maximilian Marterer                 |
| 25 de octubre | Las Vegas Challenger Las Vegas, Estados Unidos Challenger 80 – Dura – 32S/16Q/16D Cuadro de individuales – Cuadro de dobles                       | Jeffrey John Wolf 6–4, 6–4                                | Stefan Kozlov                               | Aleksandar Kovacevic Michael Mmoh                       | Emilio Gómez Taro Daniel Mikael Torpegaard Ernesto Escobedo                      |
| 25 de octubre | Las Vegas Challenger Las Vegas, Estados Unidos Challenger 80 – Dura – 32S/16Q/16D Cuadro de individuales – Cuadro de dobles                       | William Blumberg Max Schnur 7–5, 7–6(5–7), [10–5]         | Jason Jung Evan King                        | Aleksandar Kovacevic Michael Mmoh                       | Emilio Gómez Taro Daniel Mikael Torpegaard Ernesto Escobedo                      |
| 25 de octubre | Lima Challenger II Lima, Perú Challenger 80 – Tierra batida – 32S/16Q/16D Cuadro de individuales – Cuadro de dobles                               | Nicolás Jarry 6–2, 7–5                                    | Juan Manuel Cerúndolo                       | Vít Kopřiva Juan Pablo Varillas                         | Marcelo Tomás Barrios Vera Alejandro Tabilo Tomás Martín Etcheverry Hugo Dellien |
| 25 de octubre | Lima Challenger II Lima, Perú Challenger 80 – Tierra batida – 32S/16Q/16D Cuadro de individuales – Cuadro de dobles                               | Sergio Galdós Gonçalo Oliveira 6–2, 2–6, [10–5]           | Tomás Barrios Alejandro Tabilo              | Vít Kopřiva Juan Pablo Varillas                         | Marcelo Tomás Barrios Vera Alejandro Tabilo Tomás Martín Etcheverry Hugo Dellien |

### Torneos en noviembre
| Semana de       | Torneo | Campeones                                                      | Finalista                                         | Semifinales                                 | Cuartos de final                                                               |
| --------------- | --- | -------------------------------------------------------------- | ------------------------------------------------- | ------------------------------------------- | ------------------------------------------------------------------------------ |
| 1 de noviembre  | Charlottesville Men's Pro Challenger Charlottesville, Estados Unidos Challenger 80 – Dura (i) – 32S/16Q/16D Cuadro de individuales – Cuadro de dobles | Stefan Kozlov 6–2, 6–3                                         | Aleksandar Vukic                                  | Jeffrey John Wolf Brayden Schnur            | Emilio Nava Thai-Son Kwiatkowski Jack Sock Prajnesh Gunneswaran                |
| 1 de noviembre  | Charlottesville Men's Pro Challenger Charlottesville, Estados Unidos Challenger 80 – Dura (i) – 32S/16Q/16D Cuadro de individuales – Cuadro de dobles | William Blumberg Max Schnur 3–6, 6–1, [14–12]                  | Treat Huey Frederik Nielsen                       | Jeffrey John Wolf Brayden Schnur            | Emilio Nava Thai-Son Kwiatkowski Jack Sock Prajnesh Gunneswaran                |
| 1 de noviembre  | Trofeo Faip–Perrel Bérgamo, Italia Challenger 80 – Dura (i) – 32S/16Q/16D Cuadro de individuales – Cuadro de dobles                                   | Holger Rune 7–5, 7–6(8–6)                                      | Cem İlkel                                         | Alex Molčan Fábián Marozsán                 | Zdeněk Kolář Damir Džumhur Liam Broady Dennis Novak                            |
| 1 de noviembre  | Trofeo Faip–Perrel Bérgamo, Italia Challenger 80 – Dura (i) – 32S/16Q/16D Cuadro de individuales – Cuadro de dobles                                   | Zdeněk Kolář Jiří Lehečka 6–4, 6–4                             | Lloyd Glasspool Harri Heliövaara                  | Alex Molčan Fábián Marozsán                 | Zdeněk Kolář Damir Džumhur Liam Broady Dennis Novak                            |
| 1 de noviembre  | Challenger Eckental Eckental, Alemania Challenger 80 – Carpet (i) – 32S/16Q/16D Cuadro de individuales – Cuadro de dobles                             | Daniel Masur 6–4, 6–4                                          | Maxime Cressy                                     | Marc-Andrea Hüsler Tomáš Macháč             | Jordan Thompson Ramkumar Ramanathan Dominic Stricker Jiří Veselý               |
| 1 de noviembre  | Challenger Eckental Eckental, Alemania Challenger 80 – Carpet (i) – 32S/16Q/16D Cuadro de individuales – Cuadro de dobles                             | Roman Jebavý Jonny O'Mara 6–4, 7–5                             | Ruben Bemelmans Daniel Masur                      | Marc-Andrea Hüsler Tomáš Macháč             | Jordan Thompson Ramkumar Ramanathan Dominic Stricker Jiří Veselý               |
| 1 de noviembre  | Challenger Ciudad de Guayaquil Guayaquil, Ecuador Challenger 80 – Tierra batida – 32S/16Q/16D Cuadro de individuales – Cuadro de dobles               | Alejandro Tabilo 6–1, 7–5                                      | Jesper de Jong                                    | Thiago Seyboth Wild Tomás Martín Etcheverry | Gonçalo Oliveira Nicolás Kicker Daniel Elahi Galán Facundo Bagnis              |
| 1 de noviembre  | Challenger Ciudad de Guayaquil Guayaquil, Ecuador Challenger 80 – Tierra batida – 32S/16Q/16D Cuadro de individuales – Cuadro de dobles               | Jesper de Jong Bart Stevens 7–5, 6–2                           | Diego Hidalgo Cristian Rodríguez                  | Thiago Seyboth Wild Tomás Martín Etcheverry | Gonçalo Oliveira Nicolás Kicker Daniel Elahi Galán Facundo Bagnis              |
| 1 de noviembre  | Tenerife Challenger Tenerife, España Challenger 80 – Dura – 32S/16Q/16D Cuadro de individuales – Cuadro de dobles                                     | Tallon Griekspoor 6–4, 6–4                                     | Feliciano López                                   | Fernando Verdasco Andrey Kuznetsov          | Altuğ Çelikbilek Nuno Borges João Sousa Ryan Peniston                          |
| 1 de noviembre  | Tenerife Challenger Tenerife, España Challenger 80 – Dura – 32S/16Q/16D Cuadro de individuales – Cuadro de dobles                                     | Nuno Borges Francisco Cabral 6–3, 6–4                          | Jeevan Nedunchezhiyan Purav Raja                  | Fernando Verdasco Andrey Kuznetsov          | Altuğ Çelikbilek Nuno Borges João Sousa Ryan Peniston                          |
| 8 de noviembre  | Roanne Challenger Roanne, Francia Challenger 100 – Dura (i) – 32S/16Q/16D Cuadro de individuales – Cuadro de dobles                                   | Hugo Grenier 6–2, 6–3                                          | Hiroki Moriya                                     | Manuel Guinard Mathias Bourgue              | Jelle Sels Andrea Arnaboldi Radu Albot Arthur Cazaux                           |
| 8 de noviembre  | Roanne Challenger Roanne, Francia Challenger 100 – Dura (i) – 32S/16Q/16D Cuadro de individuales – Cuadro de dobles                                   | Lloyd Glasspool Harri Heliövaara 7–6(7–5), 6–7(5–7), [12–10]   | Romain Arneodo Albano Olivetti                    | Manuel Guinard Mathias Bourgue              | Jelle Sels Andrea Arnaboldi Radu Albot Arthur Cazaux                           |
| 8 de noviembre  | Slovak Open II Bratislava, Eslovaquia Challenger 90 – Dura (i) – 32S/16Q/16D Cuadro de individuales – Cuadro de dobles                                | Tallon Griekspoor 6–3, 6–2                                     | Zsombor Piros                                     | Stefano Travaglia Alex Molčan               | Maximilian Marterer Frederico Ferreira Silva Damir Džumhur Jiří Lehečka        |
| 8 de noviembre  | Slovak Open II Bratislava, Eslovaquia Challenger 90 – Dura (i) – 32S/16Q/16D Cuadro de individuales – Cuadro de dobles                                | Filip Horanský Sergiy Stakhovsky 6–4, 6–4                      | Denys Molchanov Aleksandr Nedovyesov              | Stefano Travaglia Alex Molčan               | Maximilian Marterer Frederico Ferreira Silva Damir Džumhur Jiří Lehečka        |
| 8 de noviembre  | Knoxville Challenger Knoxville, Estados Unidos Challenger 80 – Dura (i) – 32S/16Q/16D Cuadro de individuales – Cuadro de dobles                       | Christopher Eubanks 6–3, 6–4                                   | Daniel Altmaier                                   | Bjorn Fratangelo Michael Mmoh               | Emilio Nava Christian Harrison Aidan McHugh Jack Sock                          |
| 8 de noviembre  | Knoxville Challenger Knoxville, Estados Unidos Challenger 80 – Dura (i) – 32S/16Q/16D Cuadro de individuales – Cuadro de dobles                       | Malek Jaziri Blaž Rola 3–6, 6–3, [10–5]                        | Hans Hach Verdugo Miguel Ángel Reyes-Varela       | Bjorn Fratangelo Michael Mmoh               | Emilio Nava Christian Harrison Aidan McHugh Jack Sock                          |
| 8 de noviembre  | Uruguay Open Montevideo, Uruguay Challenger 80 – Tierra batida – 32S/16Q/16D Cuadro de individuales – Cuadro de dobles                                | Hugo Dellien 6–0, 6–1                                          | Juan Ignacio Londero                              | Federico Coria Jaume Munar                  | Santiago Rodríguez Taverna Facundo Bagnis Thiago Monteiro Camilo Ugo Carabelli |
| 8 de noviembre  | Uruguay Open Montevideo, Uruguay Challenger 80 – Tierra batida – 32S/16Q/16D Cuadro de individuales – Cuadro de dobles                                | Rafael Matos Felipe Meligeni Alves 6–4, 6–4                    | Ignacio Carou Luciano Darderi                     | Federico Coria Jaume Munar                  | Santiago Rodríguez Taverna Facundo Bagnis Thiago Monteiro Camilo Ugo Carabelli |
| 8 de noviembre  | Sparkassen ATP Challenger Ortisei, Italia Challenger 80 – Dura (i) – 32S/16Q/16D Cuadro de individuales – Cuadro de dobles                            | Oscar Otte 7–6(7–5), 6–4                                       | Maxime Cressy                                     | Jack Draper Mirza Bašić                     | Ryan Peniston Federico Gaio Vitaliy Sachko Marius Copil                        |
| 8 de noviembre  | Sparkassen ATP Challenger Ortisei, Italia Challenger 80 – Dura (i) – 32S/16Q/16D Cuadro de individuales – Cuadro de dobles                            | Antonio Šančić Tristan-Samuel Weissborn 7–6(10–8), 4–6, [10–8] | Alexander Erler Lucas Miedler                     | Jack Draper Mirza Bašić                     | Ryan Peniston Federico Gaio Vitaliy Sachko Marius Copil                        |
| 15 de noviembre | Teréga Open Pau–Pyrénées Pau, Francia Challenger 100 – Dura (i) – 32S/16Q/16D Cuadro de individuales – Cuadro de dobles                               | Radu Albot 6–2, 7–6(7–5)                                       | Jiří Lehečka                                      | Sergiy Stakhovsky Holger Rune               | Feliciano López Norbert Gombos Harold Mayot Maxime Cressy                      |
| 15 de noviembre | Teréga Open Pau–Pyrénées Pau, Francia Challenger 100 – Dura (i) – 32S/16Q/16D Cuadro de individuales – Cuadro de dobles                               | Romain Arneodo Tristan-Samuel Weissborn 6–4, 6–2               | Aisam-ul-Haq Qureshi David Vega Hernández         | Sergiy Stakhovsky Holger Rune               | Feliciano López Norbert Gombos Harold Mayot Maxime Cressy                      |
| 15 de noviembre | Tali Open Helsinki, Finlandia Challenger 80 – Dura (i) – 32S/16Q/16D Cuadro de individuales – Cuadro de dobles                                        | Alex Molčan 6–3, 6–2                                           | João Sousa                                        | Aleksandr Shevchenko Henri Laaksonen        | Mats Moraing Oscar Otte Liam Broady Nikola Milojević                           |
| 15 de noviembre | Tali Open Helsinki, Finlandia Challenger 80 – Dura (i) – 32S/16Q/16D Cuadro de individuales – Cuadro de dobles                                        | Alexander Erler Lucas Miedler 6–3, 7–6(7–2)                    | Harri Heliövaara Jean-Julien Rojer                | Aleksandr Shevchenko Henri Laaksonen        | Mats Moraing Oscar Otte Liam Broady Nikola Milojević                           |
| 15 de noviembre | Campeonato Internacional de Tênis de Campinas Campinas, Brasil Challenger 80 – Tierra batida – 32S/16Q/16D Cuadro de individuales – Cuadro de dobles  | Sebastián Báez 6–1, 6–4                                        | Thiago Monteiro                                   | Tomás Martín Etcheverry Francisco Cerúndolo | Nicolás Jarry Timofey Skatov Juan Manuel Cerúndolo Santiago Rodríguez Taverna  |
| 15 de noviembre | Campeonato Internacional de Tênis de Campinas Campinas, Brasil Challenger 80 – Tierra batida – 32S/16Q/16D Cuadro de individuales – Cuadro de dobles  | Rafael Matos Felipe Meligeni Alves 6–3, 6–1                    | Gilbert Klier Júnior Matheus Pucinelli de Almeida | Tomás Martín Etcheverry Francisco Cerúndolo | Nicolás Jarry Timofey Skatov Juan Manuel Cerúndolo Santiago Rodríguez Taverna  |
| 15 de noviembre | JSM Challenger of Champaign–Urbana Champaign, Estados Unidos Challenger 80 – Dura (i) – 32S/16Q/16D Cuadro de individuales – Cuadro de dobles         | Stefan Kozlov 5–7, 6–3, 6–4                                    | Aleksandar Vukic                                  | Yosuke Watanuki Jeffrey John Wolf           | Ben Shelton Go Soeda Vasil Kirkov Mitchell Krueger                             |
| 15 de noviembre | JSM Challenger of Champaign–Urbana Champaign, Estados Unidos Challenger 80 – Dura (i) – 32S/16Q/16D Cuadro de individuales – Cuadro de dobles         | Nathaniel Lammons Jackson Withrow 6–4, 3–6, [10–6]             | Treat Huey Max Schnur                             | Yosuke Watanuki Jeffrey John Wolf           | Ben Shelton Go Soeda Vasil Kirkov Mitchell Krueger                             |
| 22 de noviembre | Open Città di Bari Bari, Italia Challenger 80 – Dura – 32S/16Q/16D Cuadro de individuales – Cuadro de dobles                                          | Oscar Otte 7–5, 7–5                                            | Daniel Masur                                      | Thomas Fabbiano Andrea Vavassori            | Raúl Brancaccio Flavio Cobolli Luca Nardi Filippo Baldi                        |
| 22 de noviembre | Open Città di Bari Bari, Italia Challenger 80 – Dura – 32S/16Q/16D Cuadro de individuales – Cuadro de dobles                                          | Lloyd Glasspool Harri Heliövaara 6–3, 6–0                      | Andrea Vavassori David Vega Hernández             | Thomas Fabbiano Andrea Vavassori            | Raúl Brancaccio Flavio Cobolli Luca Nardi Filippo Baldi                        |
| 22 de noviembre | Aberto da República Brasília, Brasil Challenger 80 – Tierra batida – 32S/16Q/16D Cuadro de individuales – Cuadro de dobles                            | Federico Coria 7–5, 6–3                                        | Jaume Munar                                       | Francisco Cerúndolo Pedro Cachín            | Juan Ignacio Londero Hernán Casanova Nicolás Kicker Thiago Seyboth Wild        |
| 22 de noviembre | Aberto da República Brasília, Brasil Challenger 80 – Tierra batida – 32S/16Q/16D Cuadro de individuales – Cuadro de dobles                            | Mateus Alves Gustavo Heide 6–3, 6–3                            | Luciano Darderi Genaro Alberto Olivieri           | Francisco Cerúndolo Pedro Cachín            | Juan Ignacio Londero Hernán Casanova Nicolás Kicker Thiago Seyboth Wild        |
| 22 de noviembre | Manama Challenger Manama, Baréin Challenger 80 – Dura – 32S/16Q/16D Cuadro de individuales – Cuadro de dobles                                         | Ramkumar Ramanathan 6–1, 6–4                                   | Evgeny Karlovskiy                                 | Jay Clarke Yankı Erel                       | Gonçalo Oliveira Alexandar Lazarov Ryan Peniston Nuno Borges                   |
| 22 de noviembre | Manama Challenger Manama, Baréin Challenger 80 – Dura – 32S/16Q/16D Cuadro de individuales – Cuadro de dobles                                         | Nuno Borges Francisco Cabral 7–5, 6–7(5–7), [10–8]             | Maximilian Neuchrist Michail Pervolarakis         | Jay Clarke Yankı Erel                       | Gonçalo Oliveira Alexandar Lazarov Ryan Peniston Nuno Borges                   |
| 22 de noviembre | Puerto Vallarta Open Puerto Vallarta, México Challenger 80 – Dura – 32S/16Q/16D Cuadro de individuales – Cuadro de dobles                             | Daniel Altmaier 6–3, 3–6, 6–3                                  | Alejandro Tabilo                                  | Yosuke Watanuki Michael Mmoh                | Pablo Cuevas Tatsuma Ito Kaichi Uchida Zachary Svajda                          |
| 22 de noviembre | Puerto Vallarta Open Puerto Vallarta, México Challenger 80 – Dura – 32S/16Q/16D Cuadro de individuales – Cuadro de dobles                             | Gijs Brouwer Reese Stalder 6–4, 6–4                            | Hans Hach Verdugo Miguel Ángel Reyes-Varela       | Yosuke Watanuki Michael Mmoh                | Pablo Cuevas Tatsuma Ito Kaichi Uchida Zachary Svajda                          |
| 29 de noviembre | São Paulo Challenger de Tênis São Paulo, Brasil Challenger 80 – Tierra batida – 32S/16Q/16D Cuadro de individuales – Cuadro de dobles                 | Juan Pablo Ficovich 6–3, 7–5                                   | Luciano Darderi                                   | Felipe Meligeni Alves Nicolás Jarry         | Andrea Collarini Facundo Díaz Acosta Gustavo Heide Hugo Dellien                |
| 29 de noviembre | São Paulo Challenger de Tênis São Paulo, Brasil Challenger 80 – Tierra batida – 32S/16Q/16D Cuadro de individuales – Cuadro de dobles                 | Nicolás Barrientos Alejandro Gómez Walkover                    | Rafael Matos Felipe Meligeni Alves                | Felipe Meligeni Alves Nicolás Jarry         | Andrea Collarini Facundo Díaz Acosta Gustavo Heide Hugo Dellien                |
| 29 de noviembre | Internazionali di Tennis Città di Forlì II Forlì, Italia Challenger 80 – Dura (i) – 32S/16Q/16D Cuadro de individuales – Cuadro de dobles             | Maxime Cressy 6–4, 6–2                                         | Matthias Bachinger                                | Jurij Rodionov Jelle Sels                   | Altuğ Çelikbilek Flavio Cobolli Alexey Vatutin Julian Lenz                     |
| 29 de noviembre | Internazionali di Tennis Città di Forlì II Forlì, Italia Challenger 80 – Dura (i) – 32S/16Q/16D Cuadro de individuales – Cuadro de dobles             | Antonio Šančić Tristan-Samuel Weissborn 7–6(7–4), 4–6, [10–7]  | Lukáš Rosol Vitaliy Sachko                        | Jurij Rodionov Jelle Sels                   | Altuğ Çelikbilek Flavio Cobolli Alexey Vatutin Julian Lenz                     |
| 29 de noviembre | Antalya Challenger III Antalya, Turquía Challenger 50 – Tierra batida – 32S/16Q/16D Cuadro de individuales – Cuadro de dobles                         | Nuno Borges 6–4, 6–3                                           | Ryan Peniston                                     | Javier Barranco Cosano Eduard Esteve Lobato | Filip Jianu Duje Ajduković Nick Hardt Ramkumar Ramanathan                      |
| 29 de noviembre | Antalya Challenger III Antalya, Turquía Challenger 50 – Tierra batida – 32S/16Q/16D Cuadro de individuales – Cuadro de dobles                         | Riccardo Bonadio Giovanni Fonio 3–6, 6–2, [12–10]              | Hsu Yu-hsiou Tseng Chun-hsin                      | Javier Barranco Cosano Eduard Esteve Lobato | Filip Jianu Duje Ajduković Nick Hardt Ramkumar Ramanathan                      |

### Torneos en diciembre
| Semana de       | Torneo | Campeones                                   | Finalista                             | Semifinales                                  | Cuartos de final                                                                 |
| --------------- | --- | ------------------------------------------- | ------------------------------------- | -------------------------------------------- | -------------------------------------------------------------------------------- |
| 6 de diciembre  | Città di Forlì III Forlì, Italia Challenger 80 – Dura (i) – 32S/16Q/16D Cuadro de individuales – Cuadro de dobles                    | Pavel Kotov 6–4, 6–3                        | Andrea Arnaboldi                      | Vitaliy Sachko Luca Nardi                    | Maxime Cressy Mirza Bašić Michail Pervolarakis Aldin Šetkić                      |
| 6 de diciembre  | Città di Forlì III Forlì, Italia Challenger 80 – Dura (i) – 32S/16Q/16D Cuadro de individuales – Cuadro de dobles                    | Alexander Erler Lucas Miedler 6–4, 6–2      | Marco Bortolotti Sergio Martos Gornés | Vitaliy Sachko Luca Nardi                    | Maxime Cressy Mirza Bašić Michail Pervolarakis Aldin Šetkić                      |
| 6 de diciembre  | Maia Challenger Maia, Portugal Challenger 80 – Tierra batida (i) – 32S/16Q/16D Cuadro de individuales – Cuadro de dobles             | Geoffrey Blancaneaux 3–6, 6–3, 6–2          | Tseng Chun-hsin                       | Andrej Martin Nuno Borges                    | Louis Wessels Calvin Hemery Gastão Elias Kimmer Coppejans                        |
| 6 de diciembre  | Maia Challenger Maia, Portugal Challenger 80 – Tierra batida (i) – 32S/16Q/16D Cuadro de individuales – Cuadro de dobles             | Nuno Borges Francisco Cabral 6–3, 6–4       | Andrej Martin Gonçalo Oliveira        | Andrej Martin Nuno Borges                    | Louis Wessels Calvin Hemery Gastão Elias Kimmer Coppejans                        |
| 6 de diciembre  | Florianópolis Challenger Florianópolis, Brasil Challenger 80 – Tierra batida – 32S/16Q/16D Cuadro de individuales – Cuadro de dobles | Igor Marcondes 6–2, 6–4                     | Hugo Dellien                          | Juan Ignacio Londero Genaro Alberto Olivieri | Pablo Cuevas Daniel Dutra da Silva Nicolás Barrientos Facundo Juárez             |
| 6 de diciembre  | Florianópolis Challenger Florianópolis, Brasil Challenger 80 – Tierra batida – 32S/16Q/16D Cuadro de individuales – Cuadro de dobles | Nicolás Barrientos Alejandro Gómez 6–3, 6–3 | Martín Cuevas Rafael Matos            | Juan Ignacio Londero Genaro Alberto Olivieri | Pablo Cuevas Daniel Dutra da Silva Nicolás Barrientos Facundo Juárez             |
| 6 de diciembre  | Antalya Challenger IV Antalya, Turquía Challenger 50 – Dura – 32S/16Q/16D Cuadro de individuales – Cuadro de dobles                  | Evgenii Tiurnev 3–6, 6–4, 6–4               | Oleg Prihodko                         | Giovanni Fonio Nerman Fatić                  | Cem İlkel Nick Hardt Duje Ajduković Alexandar Lazarov                            |
| 6 de diciembre  | Antalya Challenger IV Antalya, Turquía Challenger 50 – Dura – 32S/16Q/16D Cuadro de individuales – Cuadro de dobles                  | Hsu Yu-hsiou Oleksii Krutykh 6–1, 7–6(7–5)  | Sanjar Fayziev Markos Kalovelonis     | Giovanni Fonio Nerman Fatić                  | Cem İlkel Nick Hardt Duje Ajduković Alexandar Lazarov                            |
| 13 de diciembre | Maia Challenger II Maia, Portugal Challenger 80 – Tierra batida (i) – 32S/16Q/16D Cuadro de individuales – Cuadro de dobles          | Tseng Chun-hsin 5–7, 7–5, 6–2               | Nuno Borges                           | Andrej Martin Elliot Benchetrit              | Sebastian Fanselow Eduard Esteve Lobato Nikolás Sánchez Izquierdo Elmar Ejupović |
| 13 de diciembre | Maia Challenger II Maia, Portugal Challenger 80 – Tierra batida (i) – 32S/16Q/16D Cuadro de individuales – Cuadro de dobles          | Nuno Borges Francisco Cabral 6–4, 7–5       | Piotr Matuszewski David Pichler       | Andrej Martin Elliot Benchetrit              | Sebastian Fanselow Eduard Esteve Lobato Nikolás Sánchez Izquierdo Elmar Ejupović |
| 13 de diciembre | Rio Tennis Classic Río de Janeiro, Brasil Challenger 80 – Dura – 32S/16Q/16D Cuadro de individuales – Cuadro de dobles               | Kaichi Uchida 3–6, 6–3, 7–6(7–3)            | Nicolás Álvarez Varona                | Gabriel Decamps Nicolás Kicker               | Thiago Seyboth Wild Daniel Dutra da Silva Roy Smith Mateus Alves                 |
| 13 de diciembre | Rio Tennis Classic Río de Janeiro, Brasil Challenger 80 – Dura – 32S/16Q/16D Cuadro de individuales – Cuadro de dobles               | Orlando Luz Rafael Matos 6–3, 7–6(7–2)      | James Cerretani Fernando Romboli      | Gabriel Decamps Nicolás Kicker               | Thiago Seyboth Wild Daniel Dutra da Silva Roy Smith Mateus Alves                 |